# 巴塞罗那足球俱乐部
巴塞隆納足球俱樂部（發音：[fudˈbɔl ˈklub bəɾsəˈlonə] ⓘ），簡稱巴薩（[ˈbaɾsə]），是一家位於西班牙加泰隆尼亞巴塞罗那的體育會，於1899年由瑞士企業家胡安·甘伯所創立，世界球壇頂級足球俱樂部之一。翻新後的球會主場可容納105,000名觀眾，是全歐洲最大及世界第二大的足球場。
該隊百年的歷史上，獲得许多冠軍獎盃，是西班牙贏得最多冠軍獎盃的球會。在1929年奪得第一屆西班牙足球甲级联赛以及之後的28次聯賽冠軍，31次西班牙國王盃冠軍，5次欧洲冠军联赛冠軍及3次国际足联俱乐部世界杯冠軍。
2009年，巴塞罗那足球隊連獲西班牙足球甲级联赛、西班牙國王盃、歐洲聯賽冠軍盃三項冠軍，成為西班牙足球史及隊史上第一個三冠王球隊。接著參加下半年的三項專屬於冠軍之間的賽事，再度榮獲西班牙超級盃、歐洲超級盃以及国际足联俱乐部世界杯三大錦標，完成世界足壇絕無僅有的唯二次「六冠王」偉業。
2011年，巴塞隆那足球隊除獲西班牙足球甲级联赛三連冠外，再度榮獲歐洲聯賽冠軍盃冠軍，5年內第3次捧起了歐冠獎盃，之後2011年下半年，又接連奪得西班牙超級盃、歐洲超級盃、以及国际足联俱乐部世界杯三大錦標，成為2011年的五冠王，近3年內奪得了總計13座獎盃。
2015年，巴塞罗那在西甲聯賽第37輪以1：0作客擊敗上屆冠軍馬德里競技提前一輪獲得14-15賽季西甲聯賽冠軍。於西班牙國王盃決賽中，以3：1擊敗毕尔巴鄂奪得冠軍。在歐冠決賽以3：1擊敗義甲尤文圖斯取得球會第五座歐洲冠軍獎盃。歐洲超級盃靠著佩德罗於延長賽以5：4絕殺塞維利亞奪冠；世俱盃賽事首先以蘇亞雷斯上演帽子戲法3：0擊敗中國廣州恒大，決賽同以3：0擊敗阿根廷河床獲得2015的第五冠並成為史上第一支兩次奪得三冠王及三次奪得五冠王的球隊。
2015-2016賽季，巴塞罗那締造連續39場不敗，打破88-89賽季由皇馬所創下的34場不敗紀錄，在當季也蟬聯西甲冠軍及國王盃冠軍（加時賽2:0擊敗西維爾）。

## 歷史

### 成立之初

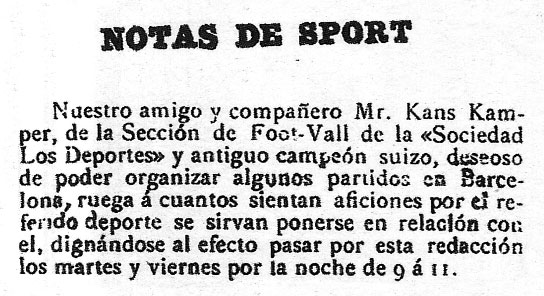
招募巴薩球員的广告

巴塞隆拿足球會的誕生源于一位名叫胡安·甘伯的瑞士企業家，年青時曾經效力瑞士球會巴素利兼擔任過球隊隊長，雖然退役後決定從商，但他仍然不忘足球這一項體育運動。有一次因為探望他的親戚而前往巴塞隆拿，及後因為工作關係而決定留待於巴塞隆拿發展，這時候足球在西班牙仍不普及，作為前足球員的甘伯立志在巴塞隆拿成立一支足球隊，希望能夠將足球運動推廣給巴塞隆拿市內以至西班牙全國各地。1899年10月22日他從雜誌中刊登一個廣告招募足球員，由於當地人對足球運動仍是一無所知，最終在11月29日找到來自瑞士，英國及幾名加泰隆尼亞的熱心人士合共十一位球員加入球隊，成員包括：Gualteri Wild，Lluís d'Ossó，Bartomeu Terradas，Otto Kunzle，Otto Maier，Enric Ducal，Pere Cabot，Carles Pujol，Josep Llobet，John Parsons及William Parsons，在這一天巴塞隆拿足球會宣佈正式成立。

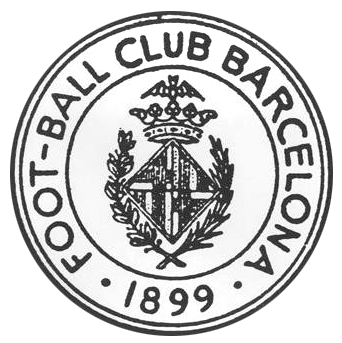
巴薩的創會會徽

他們首先在太陽健身房（Gimnasio Sole）為球隊進行首個會議，會議包括選出球會會長及命名球隊名稱等，會長一職決定由瑞士人Gualteri Wild出任，而球會名稱命名為巴塞隆拿足球會（Foot-ball Club Barcelona），採用英文格式而不採用西班牙文格式表示球會名稱的原因是參考當時幾支西班牙著名的球會，如畢爾包這支由英國人成立的足球會。球會會徽採用與巴塞隆拿市一樣的徽章圖案(即是左上及右下是白底加上紅色聖佐迪十字，右上及左下是紅黃色直間條)，以表示球會與巴塞隆拿市的關係，再加上蝙蝠和月桂圍繞；而球衣方面則是參考甘伯的前度球會巴素利的球衣顏色，左邊是深紅色而右邊是藍色，將藍紅色兩種顏色在中間分開，甘伯只是將兩種顏色對調，作為巴塞隆拿的創會球衣。

### 1900年代

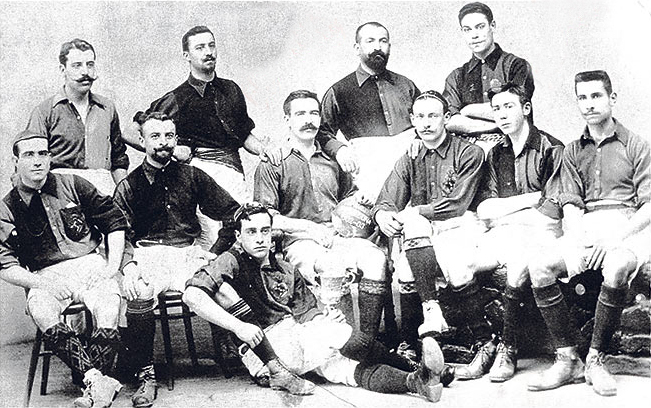
1903年的巴薩球員合影

巴塞隆拿的湧現成為當時西班牙國內發展足球運動的先驅者，球會在成立後的1901年參加首屆Macaya盃（即是加泰隆尼亞聯賽），雖然巴塞隆拿的表現超乎想像，六場比賽取得四勝一和一負，合共射入多達四十七球，可惜冠軍獎盃卻落於比他們更強的Hispània AC。第二屆巴塞隆拿以驚人的攻擊力紛紛擊敗一眾對手，包括上屆冠軍Hispània AC，最後更以八戰全勝的佳績奪得球會首個冠軍獎盃。。1902年，他們並連同愛斯賓奴獲邀請參加當時慶祝西班牙國王阿方索十三世登基而舉行的加冕盃（西班牙盃前身），巴塞隆拿首先以三比一打敗馬德里足球會得以晉陞賽事決賽，但在決賽階段則以一比二敗於畢爾包比斯開無緣取得冠軍。

### 1920年代
1919年-1929年這十年期間被認為是巴塞隆拿的一段黃金時間，這時的球隊擁有薩米蒂爾、阿爾孔塔拉、薩莫拉、薩吉、皮埃拉和桑喬這樣技術出眾的隊員，俱樂部在那個民族低潮時期也被加泰隆尼亞人認可為加泰羅尼亞民族主義的標誌。

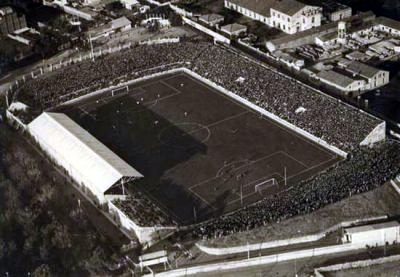
1930年勒哥爾特球場的航拍照。

1922年5月20日，勒哥爾特球場正式落成並投入使用。這座當時十分豪華的體育場能容納30000人，後來擴建到了60000人。1924年俱樂部慶祝建隊25週年時，當時著名畫家瓦倫西亞人約瑟普·瑟格雷爾斯為巴塞隆拿俱樂部畫了招貼畫，會員也增加到了12207人，前途看起來一片光明。
在20年代輝煌時期過去後，巴塞隆拿在接下來的10年承受了非體育方面的巨大攻擊。1925年6月14日，在當時西班牙利維拉專政時期，由於在一場巴塞隆拿主場比賽中巴塞隆拿球迷噓了當時的西班牙國歌，被政府勒令關閉主場6個月，後來減少到了3個月。馬德里政府強迫甘伯下台，5年後甘伯自殺去世。

### 佛朗哥獨裁時期
1937年西班牙內戰爆發，留在西班牙的巴塞隆拿主席約瑟普·索諾爾因其政治立場遭弗朗西斯科·佛朗哥的軍隊下令處決。當時，巴塞隆拿隊員正在墨西哥和美國進行巡迴表演賽，因此倖免於難。
1938年3月16日，弗朗哥軍隊在進攻巴塞羅那期間轟炸了巴塞隆拿足球俱樂部的社交俱樂部，造成嚴重損毀。幾個月後，巴塞羅那被佛朗哥軍隊佔據。巴塞隆拿足球俱樂部作為加泰羅尼亞民族主義的標誌，會員人數被強迫減少到3486人，面臨著巨大的生存問題。
1940年3月，弗朗哥政府的官員恩裡克·皮涅羅被任命為巴塞隆拿主席。1941年，由于政府法令，俱樂部的名字被強制從原來比較英國化的名字  改為了西班牙化的 （直至1973年才恢復了原來的名字），加泰隆尼亞旗上的4道紅槓被勒令減少到了2道，直到1949年恢復原狀。
1943年對皇家馬德里的國王杯次回合比賽中，巴塞隆拿隊員受到了裁判和警察的死亡恐嚇。儘管主席皮涅羅的背景與弗朗哥政權有所關聯，但他對俱樂部持續遭受馬德里方面的不公對待表示不滿，並最終辭職。
巴塞隆拿在艱苦惡劣的環境之下獲得了1944-1945、1947-1948、1948-1949三個賽季的聯賽冠軍，還在1949年獲得了首屆拉丁盃的冠軍。巴塞隆拿在1949年慶祝了50週年的慶典，會員達到了24893人，獲得了23屆加泰隆尼亞聯賽冠軍，9座西班牙盃冠軍，4次西班牙聯賽冠軍。1943-44賽季亦創下連續44場進球的西班牙球隊紀錄。
1950年6月庫巴拉加盟巴塞隆拿。球隊獲得了1951-1952、1952-1953賽季聯賽冠軍，還包辦了1951-1953三年的西班牙盃冠軍。在1951-1952賽季，巴塞隆拿在由巴羅薩、塞薩爾、庫巴拉、莫雷諾、曼科恩組成的鋒線率領下成為了5冠王——西班牙聯賽、西班牙盃、拉丁盃、伊娃盃、馬丁·羅西盃冠軍。

### 球王告魯夫與夢之隊（1957年–1994年）

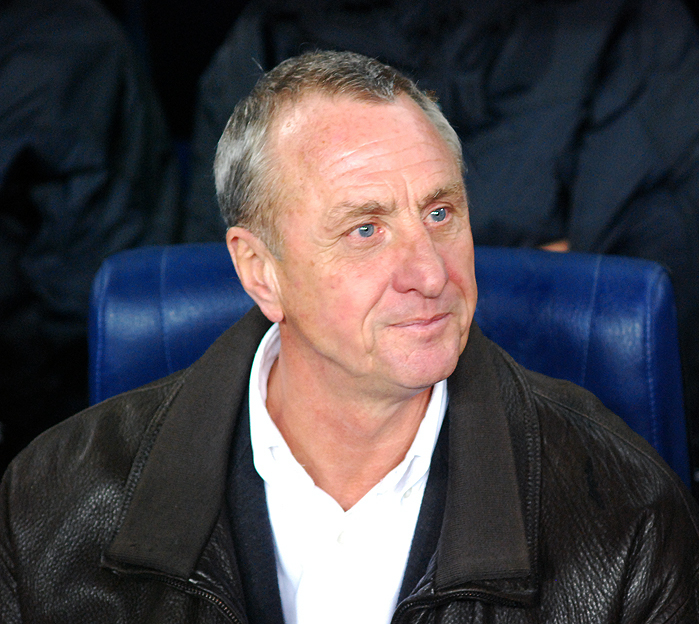
告魯夫

隨著新興建的諾坎普體育場於1957年9月24日啟用，巴塞隆拿正式踏入一個新時代。1958-1959赛季及1959-1960赛季先後兩奪聯賽冠軍，1957-1958賽季及1959-1960賽季更獲得了首兩屆博覽會盃（歐洲足協盃及歐霸盃前身）。1961年巴塞隆拿亦首次打進歐洲冠軍盃決賽，但2：3敗給葡萄牙本菲卡。
1973年巴塞隆拿簽下了荷蘭足球傳奇人物告魯夫。隨後在1973-1974賽季巴塞隆拿獲得了聯賽冠軍，為俱樂部75週年慶典獻上了大禮。這時的巴塞隆拿已經擁有了69566名會員，成為當時世界上最有影響力的足球俱樂部。1978年巴塞隆拿獲得了西班牙國王盃冠軍。同年5月6日，當選巴塞隆拿主席，自此他亦成巴塞隆拿在任最久的會長。1979年巴塞隆拿獲得首個欧洲优胜者杯，随后又于1982年、1989年两夺欧洲优胜者杯。
九十年代的巴塞隆拿仍然取得極佳成績。由克魯伊夫執教的巴塞隆拿由1991年起連奪4屆聯賽冠軍，加上於1992年藉罗纳德·科曼的入球擊敗桑普多利亞，贏得球會的第一個歐冠冠軍，故被譽為巴塞隆拿歷年來的「夢之隊」，這第一代的夢之隊成為巴塞隆納未來許多世代夢之隊的開端。當時隊中名將如雲，由防守的朗奴·高文以至巴西前锋羅馬里奧和保加利亚前锋斯托伊奇科夫。可惜球隊在1994年歐冠決賽以0：4大敗于AC米蘭，無法再取得另一個歐冠冠軍。

### 荷蘭班底與球會衰落期（1995年–2002年）
取代克鲁伊夫執教的接替人選為名帥博比·罗布森，在他執教的1996–1997賽季，獲得了當年度的國王盃及欧洲优胜者杯。隨後球隊在1997年夏天由荷蘭人范加尔接手後，先後贏得1998年及1999年聯賽冠軍。當時范加尔大量引進荷蘭球員，由防守的高古以至前鋒的古華特都是星級荷蘭人，被稱為「荷蘭班底」。可惜范加尔並未能為球會更進一步。當在2000年拉科魯尼亞贏得西甲冠軍後，巴薩只得第二名，范加尔便宣佈辭職，更在記者會上抨擊球員毫無素質，沒有能力爭取佳績。自此巴薩踏入衰落期，但仍然連續保持了歐冠席位。

### 列卡特與夢二隊（2003年–2008年）
2003年夏天，巴塞隆拿改朝換代，祖安·拿樸達出任球會主席，請來里杰卡尔德擔任主教練，並購入巴西巨星罗纳尔迪尼奥以及德科、久利及埃托奧等一干主力。此後球隊成績迅速反彈，不但連贏兩屆西甲聯賽冠軍，還於2006年贏得隊史上的第二次欧洲冠军联赛冠軍。
2006年夏季，西班牙對岸的意大利發生「電話門事件」，祖雲達斯被罰降級，巴塞羅那於7月21日宣佈收購了兩名祖雲達斯主將及，加強球隊防守。不過在欧冠小组赛，巴塞隆拿未能發揮出聯賽時之氣勢，僅以小組第二名出線次圈。隨後於第一輪淘汰賽中被利物浦足球俱樂部淘汰。而在聯賽中，頹勢在賽季中段顯現。隨著朗拿甸奴表現不穩，阿根廷新星美斯受傷，球會未能把握領先的優勢，同時皇家馬德里經歷年多的頽風後，球員表現團結。最終，2006-2007聯賽最後一輪戰畢後與皇家馬德里積同分，但由於對戰成績居下風因此僅獲亞軍。
2007-2008新賽季開始前，巴薩很快地從阿森纳引進其當家球星亨利，緊接著就是中場耶耶·托尼和後衛艾比度。这赛季巴薩在歐冠四強出局，聯賽落後分下雙冠王夢碎。聯賽跌落第三位，更於2008年5月8日於西班牙甲組聯賽倒數第3輪以1-4敗於死敵皇家馬德里。這也標誌着夢二隊結束。值得一提的是巴西球星朗拿甸奴的到來為巴塞隆拿打下了之後成功的基石。朗拿甸奴不僅帶領球隊奪冠，而且在他的幫助下培育出了美斯這個新球王，更成為球隊的核心。

### 瓜迪奥拉"巴塞王朝"與夢三隊"六冠王"（2008年–2012年）

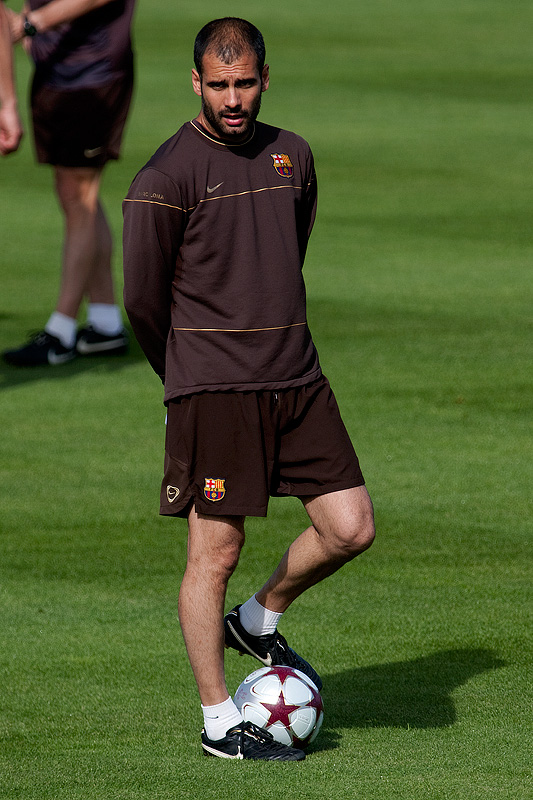
瓜迪奥拉

2008年夏季中，巴塞隆拿決心進行革新。里杰卡尔德被辭退，由當時執教該球會青年軍，還沒有頂級聯賽執教經驗的著名球員哥迪奧拿接任。不但清洗了如罗纳尔迪尼奥，迪高等主力球員，還引入丹尼尔·阿尔维斯，基達等球員。
2008-2009的賽季，球隊穩步上揚。尤其於12月中的地獄賽程中，先以3-0擊敗塞維利亞、續4-0擊敗華倫西亞、2-0輕取皇家馬德里、2-1反勝維拉利爾，先後擊敗以上主要競爭對手。連續地4戰全勝入11球僅失1球，表現極佳。半季賽程完結時，領先第2名的塞維利亞10分。
歐冠方面，巴塞隆拿以小組賽首名晉身16強，在歐冠中兩回合6:3擊敗里昂，並於8強事中以5-1的比分擊敗德甲豪門拜仁慕尼黑。4強兩回合賽事中，在球證誤判得益下，伊涅斯塔最後一分鐘的進球，客場以及兩回合合計1:1戰平切爾西，憑藉客場進球優勢成功晉身歐冠決賽。
2009年5月3日，巴塞隆拿在西班牙德比中，在作客伯纳乌球場情況下以 6:2 大勝死敵皇家馬德里，亦是繼70年代告魯夫時期後（作客勝0-5），西班牙德比中最大比數的作客勝仗。
2009年5月13日，在西班牙國王盃賽以4-1擊敗勁敵畢爾包，第25次奪得西班牙國王盃冠軍。僅隔一天，皇家馬德里在聯賽賽事中失分，巴塞隆拿提早奪得闊別兩年的聯賽冠軍，並以打破西甲史上的最高積分（全季87分）以及105球入球，摘下2008-2009年賽季的西甲錦標。在2009年5月28日，在義大利羅馬奧林匹克體育場上演決賽，巴塞隆拿以七位青訓球員作為首发，迎戰英超冠軍曼聯，在決賽繼續以進攻足球的風格作賽，最終以2-0擊敗對手，兩年後第3次問鼎歐冠冠軍，完成三冠王霸業的空前成就，同時亦成為西班牙足球以及隊會史上第一個三冠王。
隨後巴塞隆拿更赢得歐洲超霸盃、西班牙超級盃及2009年世界冠軍球會盃冠軍，是史上第一支在一年間奪得6項錦標的球队。
2009-2010年賽季，雖然巴塞隆納國王盃止步16強，歐冠4強被國際米蘭淘汰，不過仍在西甲完成連莊。西甲最後一輪，巴塞隆拿主場4比0大勝巴利亚多利德队，巴塞隆拿打破西甲史上的最高積分（全季99分）成功衛冕，第20次奪得西甲冠軍。
2010-2011年球季前，巴塞羅那奪得西班牙超級杯。聯賽方面繼續以「冠軍相」的姿態，在西甲大殺四方。其中聯賽第13輪，巴塞在「西班牙打吡」當中，主場以5-0擊敗死敵皇家馬德里，隨後更創造聯賽16連勝。今屆西班牙國王盃順利晉級決賽，決賽對手又是皇家馬德里，雖然最終皇家馬德里憑基斯坦奴·朗拿度的入球擊敗巴塞隆拿。聯賽第36輪，巴塞客場1-1憾平，提前成功衛冕聯賽冠軍，這個冠軍亦是球會史上第21個聯賽冠軍，更成就西甲三連冠。
歐冠方面，巴塞羅那在小組賽取得4勝2平的戰績而晉級。十六強在裁判誤判得益下擊敗阿森纳，八強以總比分6-1擊敗萨克达，四強再次遇上同國死敵皇家馬德里。首回合在伯纳乌球場凭借美斯的两個入球取得2-0的勝利。最終兩隊在諾坎普球場1-1言和，巴塞總比分3-1晉級歐冠決賽。而在英國倫敦溫布利球場所進行的決賽中，最終以3-1的比分擊敗英超冠軍曼聯, 3年内二度取勝，歷史上第4次奪得歐冠獎盃。
2011-2012球季的西班牙超級杯。首回合巴塞隆拿作客伯纳乌球場，雙方以2-2打和。三日後巴塞隆拿主場對陣皇家馬德里，最終以3-2取勝，總比分以5-4擊敗皇馬，取得歷史性第十個西班牙超級杯。在十多天之後，巴塞隆拿於歐洲超級盃中以美斯和法比加斯的入球2-0輕取波圖，令球會總計的榮譽達到74個，超過皇家馬德里的總計榮譽。另外，這場勝利使哥迪奧拿在三年間獲得第十二個榮譽，成為球會上取得榮譽最多的主教練。
在2011年12月，巴塞隆拿在世界冠軍球會盃決賽遇上2011南美解放者杯冠軍山度士，結果以美斯梅開二度，法比加斯和沙維各建一功，4-0大勝取得球會第二個世冠盃。在此之後，由哥迪奧拿領軍的巴塞隆拿已在三年半的時間獲得十三個榮譽。
在2011-2012赛季下半季，巴塞罗那受到球員伤病以及能力下降等各种因素影响，状态开始下滑，除了在欧洲冠军联赛半决赛被切尔西淘汰外，联赛中与榜首之皇家马德里积分差距逐渐拉大，最终屈居亚军。2012年5月26日，西班牙國王盃決賽以3-0大勝畢爾包，第26次奪得西班牙國王盃冠軍，獲得第十四個榮譽。由于压力过大，教练瓜迪奥拉表示将在赛季结束后辞职。

### 巴塞王朝結束及巔峰回落（2012年–2014年）
瓜迪奥拉卸任后，助教比拉诺瓦成为巴萨新主帅。維蘭路華並無引入更多特別球員，延續夢三隊。維蘭路華帶領的夢三隊成為世界最強冬季冠軍。開季強勢演出，使各界讚嘆他的執教能力，但不幸維帥腫瘤復發被迫到美國接受治療，助教羅拉署任主帥。羅拉之昏庸無能備受批評，先於聯賽及西班牙盃被皇馬嚴防下被迫和及戰敗，再於歐冠十六強對陣米蘭，作客戰敗0：2，當各界認為巴塞王朝結束之際，巴塞成功主場逆轉米蘭4：0，成為歐冠首支首回合失兩球而沒有作客入球仍可在次回合反勝晉級的球隊。
維蘭路華回歸，但戰況每況越下。歐冠四強中，在美斯、佩奧爾等正選隊員因傷缺席賽事的情況下，巴塞隆拿在慕尼黑遭遇重創，首回合被拜仁以4球大勝，次回合中巴塞主場以3球落敗。以總比數0-7慘敗於拜仁，讓巴塞隆拿無緣歐冠冠軍。
於維蘭路華率領巴塞慘敗拜仁後，大敗的責任落在維蘭路華身上，指他換人猶豫。慘敗拜仁0：7，跟皇馬四戰兩和兩負的惡劣戰績，有人認為是標誌着夢三隊之結束，但整體上巴塞仍然維持著不俗的戰績。5月12日凌晨，皇家馬德里作客1-1和愛斯賓奴戰和，巴塞提前4輪並以破紀錄的100分獲得了今季西甲聯賽的冠軍，是這五年內第四次西甲冠軍。
2013-2014球季，球會起用了阿根廷人馬天奴作為教練。馬天奴嘗試棄用巴塞隆拿固有的控球打法，改以迫搶及快速反擊為主要風格，並簽下巴西新星尼馬，以增強鋒線攻擊力。然而，面對着全季表現平穩的馬德里體育會，最後一輪只能以1-1戰平對手，以3分之差將西甲冠軍拱手相讓予馬德里體育會。歐冠方面，巴塞又再不敵馬德里體育會而8強止步。而國王盃上，巴塞雖然能夠殺入決賽，但最終以1-2不敵皇家馬德里。全季只在季初擊敗馬體會，收穫西班牙超級盃。

### 路爾斯·安歷基與MSN組合，隊史第二次三冠王（2014年–2017年）

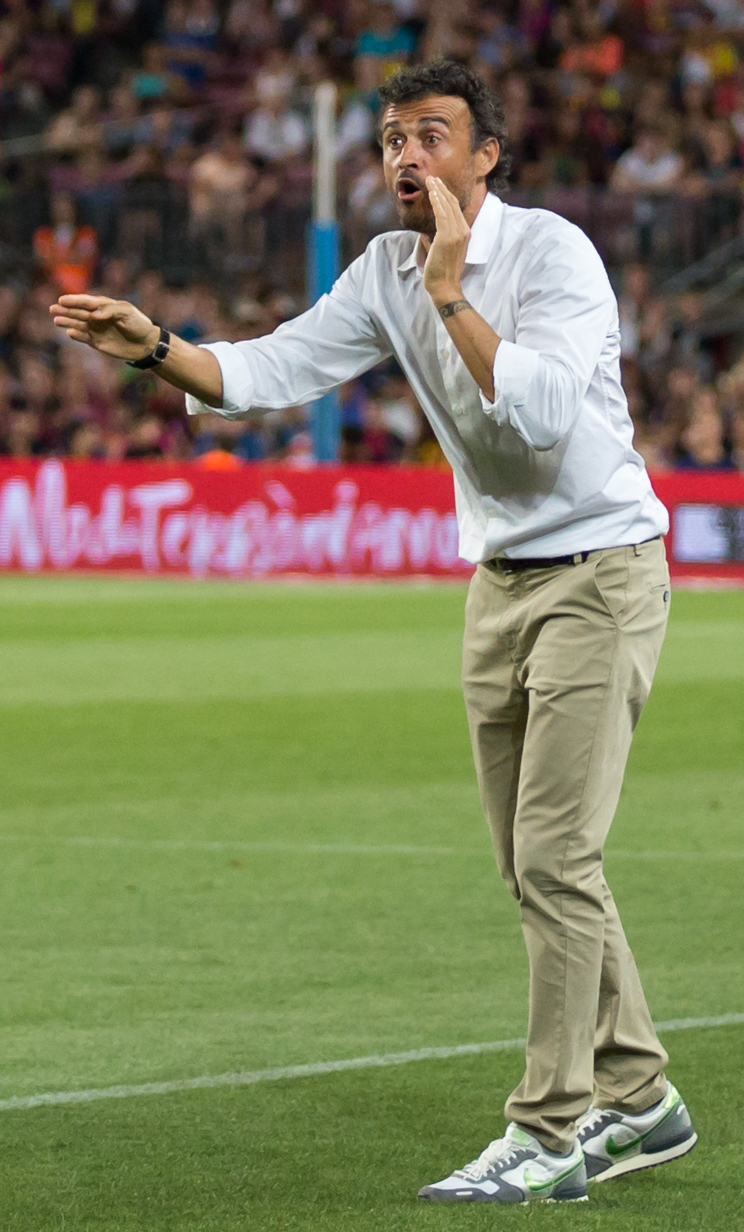
路爾斯·安歷基

經歷一季失望的無冠賽季後，巴塞決定更換領導，由前球員、前B隊教練，時任切爾達教練路易斯·恩里克回巢接任。2014年夏天，巴塞隆納接連簽下塞維利亞中場拉傑迪及利物浦神鋒蘇亞雷斯，並出售部分球員如山齊士、法布雷加斯等，希望新球季最得佳績。可是，面對着強勢的皇家馬德里，加上蘇亞雷斯的禁賽，季初的巴塞令球迷感覺會再次迎來失意的一季。歇冬期前後更不停傳出路易斯·恩里克與梅西為首的球員將帥不和，令巴塞前景雪上加霜。在皇馬接連失分後，巴塞成功把握機會，登上榜首。同時梅西、蘇亞雷斯和內馬爾組成的「MSN」組合亦展現出驚人的火力，他們在全季的比賽中就攻入了多達122球。南美當代最強三個前鋒的MSN組合，也被認為足壇歷史最強的鋒線之一。在聯賽37周，憑藉梅西1-0小勝馬德里競技，提前1輪重奪西甲冠軍，亦是近10個赛季來第7座西甲冠軍，此後又在國王盃决赛中以3-1擊敗畢爾包競技，以全勝不敗贏得第27個國王盃冠軍。
歐冠方面，巴塞隆納以小組賽5勝1負的戰績首名晉級。淘汰賽階段接連淘汰上季英超冠军曼城，法甲冠军巴黎聖日耳門及德甲冠军拜仁慕尼黑，第8次打入歐冠决赛。在决赛中憑拉傑迪、蘇亞雷斯和內馬爾的入球，以3-1擊敗意甲冠军尤文圖斯。至此，巴塞隆納在本屆欧冠一路过关斩将，在淘汰赛分別擊敗四大联赛冠军，拿下第5座歐冠獎盃，同時完成第2次三冠王的壯舉，是史上首支二度加冕三冠王的球隊。同时，因为巴塞罗那在小组赛遇到的三个对手希腊人竞技、巴黎圣日耳曼、阿贾克斯也分别为塞浦路斯、法国、荷兰的应届冠军。此外，算上2015年1月在國王盃双杀马德里竞技，以及在联赛中主客场双杀马德里竞技，巴塞隆納成为当年唯一一支通杀传统五大联赛应届冠军的球队。
其後，在歐洲超級盃憑著佩德羅在加時賽的絕殺，讓巴薩以5:4險勝塞維利亞，奪得同年內第4座冠軍，可惜在西班牙超級盃的賽事中兩回合5:1敗給畢爾包競技。在12月的世俱盃賽事，巴塞隆納先以蘇亞雷斯的帽子戲法在半決賽3:0擊敗来自中国的广州恒大淘宝，決賽再以3:0擊敗来自阿根廷的河床第三次奪得世界冠軍球會盃，再次擁有五冠王的殊榮。
2015-2016賽季，巴塞隆納更締造連續39場不敗，打破了1988-1989年皇馬的34場不敗紀錄。
然而，隨著MSN狀態回落，巴塞隆納接連於西甲及歐冠失利；先於第三十輪賽和比利亞雷阿爾，再於其後兩周敗給皇家馬德里及皇家社會，三周內失去8分；歐冠方面，面對馬德里競技，首回合在主場領先2-1的情況下，於客場遭對手2:0反勝，八強止步，衛冕失敗。
雖然巴塞隆納在4月陷入小低潮，但其後恢復水準，最後五輪全勝不失球，在第三十八輪作客3-0擊敗格拉納達，奪得球會史上第24個西甲冠軍，蘇亞雷斯更以40顆進球數成為西甲神射手。一周後又在國王盃決賽中以2-0擊敗塞維利亞，贏得第28個國王盃冠軍，再次加冕雙冠王。
2016-2017賽季季中，受傷患困擾，巴塞一度狀態下滑。在欧冠16強在第一回合迎戰巴黎圣日耳曼，拥有主场优势的巴黎圣日耳曼在王子球场，凭借德拉克斯勒和卡瓦尼的进球，以及迪马利亚的梅开二度，4-0大胜巴萨。巴塞及後兩場聯賽亦只能險勝。但在第二回合开赛仅三分钟，巴萨便在诺坎普球场凭借苏亚雷斯閃電攻入头球，這是巴萨於欧冠赛场第二快的進球。第四十分钟，伊涅斯塔的後踭妙传促使巴黎后卫库尔扎瓦自摆乌龙。下半场开始五十分钟，梅西为巴萨攻入一粒点球。十二分钟过后乌拉圭神锋卡瓦尼利用巴萨后方的空挡为巴黎获得了宝贵的客场进球。在這個生死存亡的關鍵時刻，内马尔出色的表現為巴塞重燃希望，凭借其於第88和91分钟，以一记任意球和一粒点球为巴萨梅开二度，并在第95分钟助攻罗贝托，奇跡地以全场6-1，總比分6-5的比分反超巴黎，創紀錄连续第十年挺進8強。魯營球場繼1999年歐洲聯賽冠軍盃決賽後再次成為誕生奇迹的圣殿。尼馬賽後當選比賽最佳球員。他亦表示這是職業生涯中表現最好的一場比賽。在本場比賽中，尼馬交出本季歐聯第8個助攻，打破歐聯單季最多助攻紀錄，亦位居本季助攻榜榜首。
巴萨凭借这场比赛成为欧洲冠军联赛创立至今，第一支在淘汰赛阶段失四球后翻盤的球队，在沒有作客入球且無需加時的情況下達成逆轉。
巴塞近三場比賽共進17球。自恩里克着执教以来，巴塞於欧冠主场未嚐败绩，获得全部15场欧冠主场赛事胜利，合共射入50球，仅失7球。若追溯至2012-13赛季，更已经连续20场欧冠主场赛事不败，當中取得19胜1和。
2017年4月23日，西甲第33轮作客皇家馬德里的國家打吡兼榜首大戰，美斯上半場遭馬些路打傷流血，但皇馬還是沒辦法阻止「受傷的美斯」在邊咬棉花止血邊過人突破的情況下為巴塞扳平。美斯活躍的表現惹來皇馬防守球員不斷的惡意犯規，使皇馬兩名球員領黃牌並又一次讓拉莫斯領紅被逐離場。雙方爭持至73分鐘，拉傑迪在禁區外右腳扣球晃過皇馬球員，原地以非慣用腳左腳禁區外射門進球，巴塞擴大比分為2-1領先。但皇馬之後又追回一球。進入下半場補時階段最後20秒沙治·羅拔圖由後場發動進攻長途奔襲，千里走單騎直闖皇馬禁區前最終由艾巴接應並助攻美斯梅開二度完成3-2絕殺。這是美斯為巴塞隆拿射入的第500個入球。美斯進球後脫下球衣，舉起印有名字及號碼的一面向皇馬球迷展示，這個慶祝動作成為一幕經典。巴塞該季聯賽兩循環對戰皇馬保持不敗，以較佳對賽成績壓過皇馬升上榜首，保持爭冠希望。2017年5月27日，卡尔德隆球场舉行拆卸前的最後一場比賽，2017年西班牙盃決賽，巴塞隆拿3-1击败阿拉维斯，成功衞冕，達成三連冠，
以獎盃送別主帥路爾斯·安歷基。巴塞隆拿亦成為最後一支在卡尔德隆球场取勝的球隊。恩里克执教巴薩三年期間共奪得13個賽事中的9個冠軍。

### 華維迪與巴塞欧冠冠軍夢碎 （2017年–2020年）
路爾斯·安歷基離任後，由曾效力巴塞，前毕尔巴鄂竞技教練華維迪回巢接任。開季前，巴黎聖日耳門以破紀錄2.22億歐元挖角尼馬，使MSN組合拆伙；而巴塞則分別從多蒙特、賓菲加及廣州恆大淘寶購入登贝莱、尼爾遜·施美度和。然而，登贝莱卻在第三週對上基達菲時重傷離場，直至歇冬後才復出，不過旋即又再傷退一個月。而保利尼奧的收購最初亦不被看好，然而他加盟後卻屢屢建功，季初西甲進球數目更是遠遠多於C羅，讓人另眼相看。雖然季初磨合期於西班牙超級盃對死敵皇馬的兩回合均告落敗，不過此後卻展開29場不敗走勢，首半季能以16勝3和，隊史第3次半程不敗成績排在西甲首位（當中兩場平局，巴塞分別有合法進球遭誤判越位及越過門綫誤判無效，被剝奪了4分），拋離次席馬體會9分之多，皇馬更是以落後19分的劣勢僅列第四。上半季兩項盃亦未嚐敗績。
上半季國家德比，巴塞作客伯納烏球場，以3-0再度痛擊死敵，與馬體會一起成為在伯納烏球場取得三連勝的兩支西甲球隊，亦粉碎皇馬的西甲爭標希望。上半季最後一輪聯賽，巴塞作客皇家蘇斯達，一度落後0-2，最終連入四球反勝4-2，打破作客阿诺埃塔的不勝魔咒。最終以9分優勢穩坐半程冠軍，且一度是歐洲唯一不敗之師。
到了冬季轉會窗，巴塞分別收購了巴西中場库蒂尼奥及哥倫比亞中堅耶里·米那擴充陣容，他是巴塞的第一位哥倫比亞籍球員，身高1.95米是全隊最高。但是副隊長之一、傳奇防中／中堅馬斯查蘭奴宣佈離隊。
然而，在2017–18年歐洲冠軍聯賽8強戰，巴塞隆納卻慘遭滑鐵盧。雖然他們先在主場以4-1輕取羅馬，但到次回合卻被0-3完封，然後被羅馬的關鍵作客入球淘汰出局。
2018年4月29日，巴塞隆納客場4:2擊敗拉科魯尼亞，提前4輪重奪上季失落的西甲冠軍，全季僅負一場。2018年西班牙盃決賽，巴塞隆納以5比0擊敗西維爾，成功衞冕，達成四連冠，加冕為雙冠王。
2018年10月28日，西甲第10週上演經典大戰。本仗巴塞有美斯因傷缺陣，與長子及蘇亞雷斯的子女見證巴塞主場5-1大破皇馬。
開賽僅11分鐘，10名巴塞球員在94秒內不間斷傳球30次，組織了一次典型的Tiki-taka攻勢，使库蒂尼奥在無人看管下先開紀錄，取得他的首個打吡進球。皇馬球員在這一分半鐘裏沒辦法碰到皮球，可謂完全被玩弄於股掌之中。這個是進球自2005-06賽季以來，國家德比中傳球次數最多的進球。
在隊長美斯缺陣下，剛剛喜獲第三個孩子的蘇亞雷斯成為本場主角。第27分鐘艾巴傳中，蘇亞雷斯在小禁区前接球時遭瓦拉內從後撞倒。球證未有立即給予巴塞12碼，幸好本賽季西甲引入視頻助理裁判（VAR），球證在翻看片段後改判12碼。30分鐘，蘇亞雷斯操刀，準確命中左下方死角，巴塞領先2-0。這個進球是國家打吡史上首個「VAR進球」。第75分鐘，羅拔圖於禁区弧頂附近再次挑傳，蘇亞雷斯突然猛力一頂，頭球撞破皇馬大門，取得本場第2個進球，為巴塞擴大比分至3-1，扼殺了皇馬追平的希望。此後，巴塞完全掌握比賽節奏，皇馬後場險象環生，83分鐘朗列特從已方禁区長傳向前場，拉莫斯胸部停球失誤，被羅拔圖搶得控球權，本場第二次助攻蘇亞雷斯，造就他成為史上第11位對皇馬上演帽子戲法的巴塞球員，蘇羅組合助巴塞領先到4-1。自蘇亞雷斯加盟巴塞以來，他就是同期在國家打吡中的頭號射手，共9度洞穿皇馬球門，成為皇馬剋星。87分鐘後備上陣的接應丹比利助攻，以凌空飛躍灌籃式頭鎚轟破皇馬大門，打入代表巴塞的首個入球，錦上添花鎖定5-1勝局，再寫一役打吡經典。
在2018–19年歐洲冠軍聯賽巴塞隆納時隔四年再次進軍四強，賽前巴塞隆納狀態大熱，先在十六強以兩回合5-1輕取里昂，再在八強以兩回合4-0擊敗曼聯。2019年5月2日巴塞隆納在主場3-0完封英超勁旅利物浦，由第26分鐘蘇亞雷斯的鬼魅走位進球，第75分鐘梅西的補腳進球，和第82分鐘梅西的一顆世界波自由球。這讓巴塞隆納的晉級決賽機率來到了93%。在2019年5月8日，利物浦在沙拿和費爾米諾缺陣之下，四強第二戰在安菲爾德球場完成4-0大逆轉。這場比賽也被利物浦球迷們和2005年的伊斯坦堡之夜做比較，而這也是巴塞隆納連續兩年在歐冠淘汰賽遭到大比分逆轉。
2019–20賽季西班牙足球甲級聯賽開賽前5場比賽，巴塞隆納取得2勝2敗1平，客場戰績2敗1平，取得積分7分並位於排名第8落後死敵皇馬6名。5場比賽失球數9球，為20支球隊中失球最多的球隊，平均一場失2球。這是巴塞隆那23年來最差的開局，讓球迷再次引起"華維迪下台"的口號，自從17-18歐冠聯賽被羅馬逆轉和18-19歐冠聯賽被利物浦逆轉並且當年國王杯決賽不敵瓦倫西亞後，球迷們極度不滿華維迪的風格。2020年西班牙超级杯四強，巴萨被马德里竞技3-2逆转，无缘决赛，这成为压垮骆驼的最后一根稻草。2020年1月13日，巴尔韦德被开除，成为继2002-2003年球季范加尔以来首位被巴塞罗那官方在季中解雇的主教练。

### 施迪安半季接任 (2020年)
2020年1月13日，巴塞罗那官方正式宣佈任命贝蒂斯前教練施迪安接任，成為巴塞的新教練。在2019-20賽季第37輪，巴薩落後第一名的皇馬四分，爭冠基本無望，竟然在主場並且對手奧薩蘇納少踢一人的情況下被對手絕殺。這也代表近兩年諾坎普主場不敗走勢正式告終。梅西也在賽後罕見大怒，批評自己的球隊踢得爛透了，就像一支弱隊。
在2020年8月14日，巴薩在歐冠八強對陣德甲冠軍拜仁慕尼黑，在此場比賽之前，巴薩在疫情復賽後16強第二戰3比1擊敗拿坡里，並且梅西在此仗中射入一顆世界級過人進球。八強淘汰賽開賽4分鐘，拜仁的托马斯·穆勒搶先進球。上半場結束時，拜仁以1-4領先巴塞隆納，巴薩上半場的唯一進球是由拜仁後衛阿拉巴踢進的烏龍球。下半場結束時，總比分為2-8，這是巴薩史上在歐冠賽場單場失分最多球的一次。巴薩2019-20賽季四大皆空。這場比賽讓巴薩連續三年在歐冠賽場的最後一場比賽遭隊手大比分進球：意甲羅馬（3球）、英超利物浦（4球）以及德甲拜仁慕尼黑（8球）。2020年8月17日，施迪安和整個教練團，包括技术總監阿比达尔，都被开除。

### 羅納德·科曼及拉波尔塔回歸及後球王美斯時期（2020年-2021年）
2020年8月19日，巴塞宣布羅納德·科曼將離開荷蘭國家足球隊，並接任巴塞主教練一職，雙方簽約2年，直至2021-2022球季。
2020年10月5日，足球史上最特別的轉會窗關閉。在這個轉會窗，巴塞總共做出了十八個球員交易，包括簽入五位球員（德斯特、皮亞尼奇、佩德里、費南德斯、特林康)，收回兩位被借出的球員（库蒂尼奥），出售六位球員（苏亚雷斯）和借出兩位球員（穆萨·瓦古埃），並從B隊提拔三位年青球員（法蒂、普吉、阿勞霍）。
2020年10月24日，巴塞羅納主場迎戰皇家馬德里，這場比賽是科曼執教後的第一個國家打吡。科曼以4-4-2陣式迎戰，以梅西和17歲的法蒂為雙箭頭，這場比賽的另一焦點是科曼讓新加盟的德斯特和佩德里正選上陣，並把罗贝托及格里兹曼留在後備。開賽僅5分鐘，皇家馬德里的中場便成功接迎的助攻，並突破防線射入1-0。可是在3分鐘後的一次左路攻勢，艾巴突破越位後成功傳中，助攻法蒂射和1-1。法蒂的這個入球創造兩個功錄，包括為巴塞射入第400個國家打吡入球，以及歷史上第二位在18歲前射入11個西甲入球的年輕球員。下半場58分鐘首位在國家打吡上陣的美國球員，德斯特犯手球，令皇家馬德里獲得了一個自由球。自由球開住禁區，中堅朗格萊在禁區內拉跌皇家馬德里隊長，皇家馬德里獲判十二碼。為皇家馬德里得到十二碼的拉莫斯親自操刀，在63分鐘往左下角一射，令皇家馬德里領先2-1。最後在90分鐘，門將内托犯錯，令射成3-1，奠定勝局。最後巴塞以1-3負給皇家馬德里。
2021年2月3日，巴塞於西班牙國王盃八強作客對陣格拉納達，在落後兩球的情況下於下半場尾段憑格里兹曼以及艾巴的入球追平，把比賽帶到加時，加時階段格里兹曼艾巴分別再入一球，再加上德容補中梅西的射門，最後以5-3反勝，晉身國王盃四強。
2021年3月3日，於國王盃四強首回合落後西維爾兩球的巴塞回到主場進行次回合的比賽，罗纳德·科曼變陣，以3-5-2陣式作戰，開賽早段憑登贝莱的遠射領先1-0，但其後時間一直久攻不入，幸至下半場的補時階段，皮克接應格里兹曼的傳中頂入，總比數追至2-2，要進行加時比賽，95分鐘，巴夫韋迪頂入反勝一球，最後巴塞以3-2的總比數反勝西維爾，晉身國王盃決賽，賽後球員們逐一跟教練罗纳德·科曼擊掌或擁抱。
2021年3月7日，球會進行投票選舉，選出第四十二屆主席。多名球員如隊長梅西和副隊長布斯克茨都有現身魯營球場投票。2021年3月8日，巴塞羅納完成點票，前主席胡安·拉波爾塔順利以54.28%的得票率擊敗其餘兩名選手，正式二度上任，成為巴塞第四十二屆主席。
2021年4月11日，西甲第30輪，第二場國家德比，巴塞作客皇家馬德里主場，在第13分鐘在禁區內接到巴斯克斯的助攻，精湛地用腳內側往後勾射得分；第28分鐘，克羅斯主罰在禁區邊的自由球，射門彈到德斯特後背，折射後艾巴解圍失敗折射進球。第60分鐘，巴塞後衛明格薩在禁區接到阿爾巴助攻右腳外側凌空抽射進球。第90分鐘，皇馬中場卡塞米羅兩黃一紅被逐出場。完場前20秒左右，巴塞在禁區拿到進攻機會，此時門將特爾施特根也到前場參與進攻，巴薩中場莫里巴拿到球抽射中楣，特尔施特根也拿到球但射門失敗，最終中場皇馬已2-1擊敗巴塞。巴薩隊長梅西連續第七場在國家德比無功而返，上一次美斯在德比有進球已要追溯到2017年C朗在皇馬的最後一場德比戰。這也是皇馬13年來再次在聯賽雙殺巴塞。
2021年4月17日，巴塞在國王杯決賽4-0大勝畢爾包奪下久違的冠軍獎盃，格里兹曼踢進第一球，中場德容一射兩傳，隊長梅西兩個進球榮獲MVP，這是巴塞的第31個國王杯冠軍，繼續領跑國王杯獎盃榜，但畢爾包也以23個國王杯冠軍排在第二。這次奪冠打破了教練罗纳德·科曼12年來的冠軍荒，這也是隊長美斯的第35座獎盃。此次奪冠也有15個新人第一次在巴塞奪冠。

##### 2021–2022年賽季
由於財政狀況的關係，巴塞羅那在這個夏天並沒有資金引入新球員，只能夠以自由轉會的方式簽入球員。
2021年8月5日，因俱乐部经济原因以及未能符合西甲的财政公平竞技原则，阿根廷球王美斯无法与巴萨履行新的合约，结束长达21年的俱乐部生涯。
2021年10月24日，西甲第10輪，巴薩1-2不敵皇馬。2021年10月28日，巴薩在西甲第11輪0-1不敵巴列卡諾後，巴薩高層宣布科曼被解雇。

### 哈維上任 (2021年-2024年)

##### 2021–2022年賽季
2021年11月5日，萨德体育俱乐部宣布主教練哈維離任，並接任巴塞主教練一職。
2021年12月8日，巴塞罗那在2021–22年歐洲冠軍聯賽分組賽0-3不敵拜仁慕尼黑，一分之差被本菲卡擠出歐冠16強（18年來首度無緣歐冠淘汰賽）以E組第三轉戰歐足總歐洲聯賽。
2022年4月14日，巴塞隆拿於歐霸盃八強次回合主場迎戰法蘭克福，魯營球場罕見地出現由客隊球迷主導氣氛的局面，引起下半場南看台的主隊球迷一度離場抗議以示不滿。會方及當地傳媒指出作客的球迷本來只有約5000人，但大量持季票的巴塞球迷轉售門票予法蘭克福球迷，最終入場的客隊球迷人數由5000變成超過30000，球場一片白海。巴塞隆拿以2-3不敵法蘭克福，賽後法蘭克福球迷於魯營球場高唱其會歌，此事被形容為巴塞隆拿的恥辱之一。

##### 2022–2023年賽季
2022年10月26日，巴薩在2022–23年歐洲冠軍聯賽分組賽再度被拜仁無情羞辱，並因對戰國米僅得一和一敗屈居C組第三，連續第二年被擠去歐霸淘汰賽。歐霸淘汰賽附加賽，巴薩以總比分3-4不敵曼聯，本季歐戰草草止步。
2023年1月16日，巴塞隆拿以3-1擊敗死敵皇家馬德里，成功拿下西班牙超級盃，是自沙維上任以來第一個獎盃。
2023年4月6日，巴塞罗那主场0-4惨败皇家马德里，两回合总比分1-4无缘晋级国王杯决赛
2023年5月14日，巴塞隆拿在客場以4:2擊敗死敵愛斯賓奴，提前4輪重奪西甲冠軍。

##### 2023–2024年賽季
巴薩本季聯賽衛冕失利，以10分之差屈居亞軍。
2024年1月25日，巴塞罗那客场2-4不敌毕尔巴鄂竞技，国王杯征途定格八强
歐冠表現一掃過去兩季頹勢，以H組第一重返淘汰賽。16強總比分4-2順利解決拿坡里，八強對戰巴黎聖日耳曼第一回合客場2-3勝，第二回合更先馳得點，但因為後防阿劳霍發生極為離譜的失誤必須犯規毀掉對手單刀而吞下紅牌，導致球隊少打一人，最終慘遭1-4大逆轉，總比分4-6被淘汰。
本賽季結束後，由于球队当赛季四大皆空，於一月即宣布卸任巴薩主帥的哈維再度離開長期效力的俱樂部。

### 弗里克時代

##### 2024–2025年賽季
2024年夏天，巴薩新任主帥選拔成為外界焦點之一，最後令人訝異的是，巴塞隆納2024年5月官宣簽約欽定由汉斯·弗里克接替賽季末離任的哈維。
德國主帥上台後成功改造巴薩球風，適度降低控球，強化攻守轉換效能，以及敏銳的反擊能力，讓巴薩傳統的傳控得到昇華，進攻打出可長可短的豐富層次感。
西甲方面，巴塞隆納開局表現不錯，儘管季中一度吞下西甲主場3連敗，但在進入到2025年後，巴薩掀起各項賽事高歌猛進的狂潮。巴薩在本季各項賽事對皇馬實現四連殺。
2025年1月12日，西班牙超級盃決賽，巴塞隆納5-2血洗皇家馬德里，奪得西超盃冠軍。
2025年4月26日，西班牙國王杯，巴塞隆納在四強以總比分5-4氣走馬競，決賽歷經延長賽以3-2戰勝皇馬，奪得國王盃冠軍。
2025年5月16日，巴塞隆納客場2-0戰勝西班牙人，提前2輪奪得西甲冠軍，這也是他們連續2次在同城死敵面前鎖定聯賽桂冠。
歐冠方面，巴薩於聯賽階段取得6勝1和1敗拿到第2名，當中以主場4-1擊敗拜仁為打破心魔的標誌性戰役。16強總比分4-1三殺本菲卡。八強總比分5-3打敗多特蒙德晋级四强，在半决赛中遭遇国际米兰，巴萨在主场与对手战至3-3平，次回合移师圣西罗，巴萨在常规时间内虽先丢两球，但下半场连扳两球并一度在终场前由拉菲尼亚射入准绝杀球，但国际米兰球员阿切尔比在伤停补时期间打入绝平球将比赛拖入加时赛，加时赛上半场，弗拉泰西再入一球帮助国际米兰领先对手，巴萨加时赛疯狂反击但无奈对方门将索默化身叹息之墙将各种必进球全数拒之门外，最终次回合3-4被反绝杀，两回合总比分6-7不敌对手无缘欧冠决赛。
即便半决赛遗憾止步，但巴萨本赛季欧冠在进攻端同样火力全开，14场比赛轰入43球，拉菲尼亚亦拿下欧冠金靴（和多特蒙德的吉拉西均收获13球），莱万的入球也上双，表现相较过往数年有大幅度提升。

## 暱稱

### 巴薩（Barça）
為加泰隆尼亞語，是FC Barcelona的簡稱，為外國媒體及球迷所常用，而華人地區則常用中文巴塞或巴薩作為簡稱。

### 紅藍軍團（Blaugrana）
為加泰隆尼亞語，指「藍色和深紅色」，源於主場球衣的紅藍間條設計。

### 地上最強
自佩普·瓜迪奥拉執教後，巴塞大幅強化了控球和地面傳球戰術(Tiki-taka)。
當巴塞接二連三地贏得球壇上各項賽事，這套戰術體系彷彿成為了巴塞的標記。世界各地媒體和球迷間開始以地上最強稱呼巴塞，以示對其的佩服。

### 宇宙隊
這個稱號源自其球衣的胸前廣告為聯合國兒童基金會的地球標誌，和08-12賽季佩普·瓜迪奥拉執教時期的強勢表現而得名。
因為巴薩在世界足壇實力太過強大，所以戰勝巴薩也成了其他球隊的一大目標。
在歐洲足壇，2008-2012賽季瓜迪奧拉執教巴塞隆納隊時期，打敗“宇宙隊”巴塞隆納，就相當於保衛地球，挑戰巴薩也因此得名“地球保衛戰”。

## 特色

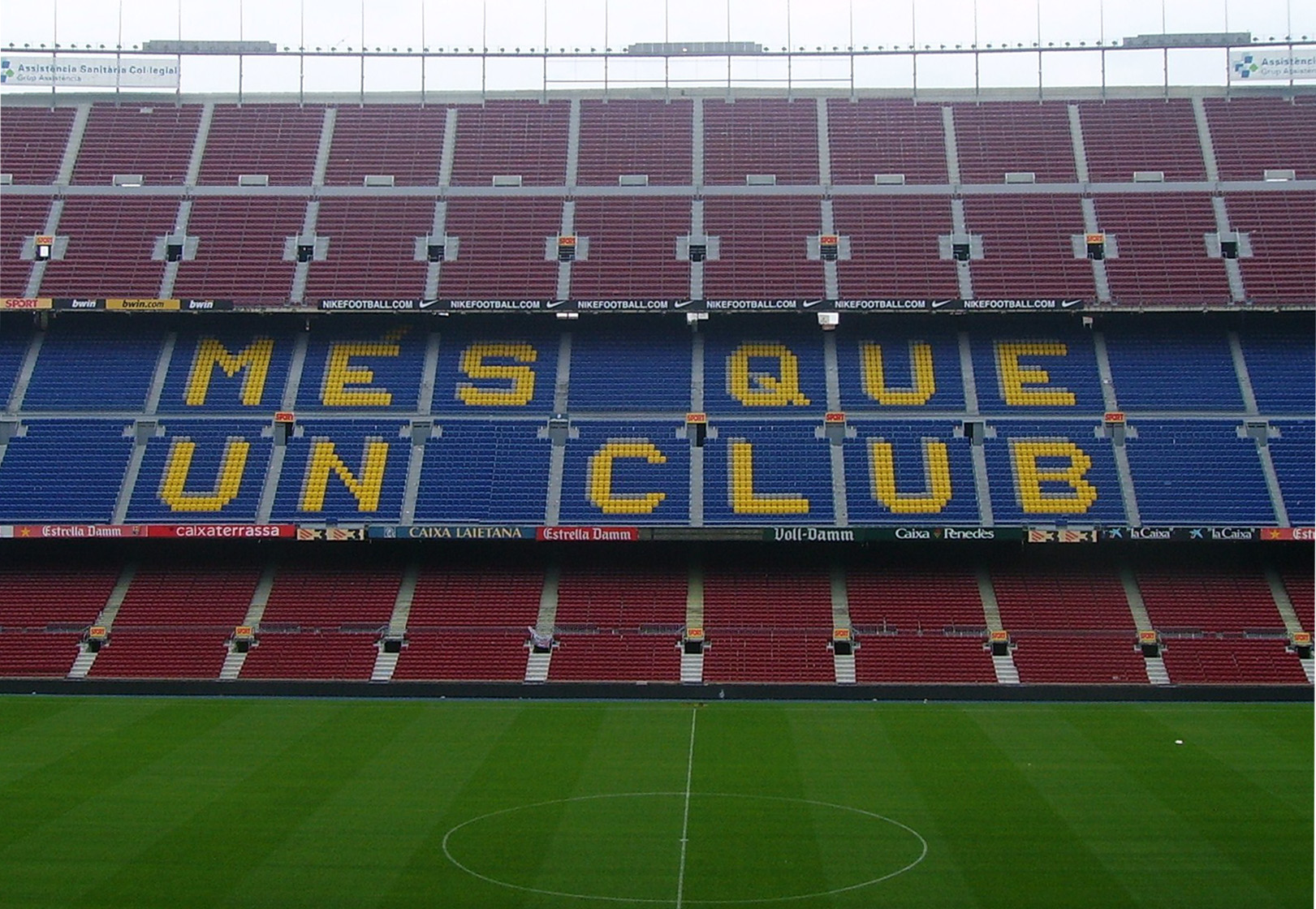
諾坎普球場看台上的標語「Més que un club」（More than a club，即「不僅僅是一家球會」。）

### 球會運動
巴塞隆拿除了擁有足球隊外，還在籃球、手球、冰上曲棍球、滾軸冰球及棒球組成隊伍參加賽事，而且多次奪得國內聯賽冠軍。

### 球衣傳統
巴塞隆拿基於球會的傳統，他們曾是歐洲大型球會當中少數禁止將贊助商的商標展示在球衣胸前的球會。
他們認為球衣上紅藍間條是球會的象徵，而胸前的廣告會破壞紅藍間條，所以多次拒絕豐厚的贊助費。
由2005年開始，球會官方批准將一間地方電視台TV3展示在球衣左邊衣袖上。他們在2006至07年球季為慈善，首次在球衣印上聯合國兒童基金會標誌，並且將球會年度收益的0.7%捐給聯合國發展千禧年發展目標計畫。
在2007年國際足協年度頒獎禮中，巴塞隆拿獲國際足協當選成為年度公平競技獎，成為首次獲得該獎項的足球俱樂部。
之後基於球會現代化發展，巴塞羅拿在2011年接受了卡塔尔基金会的胸前广告。

### 球隊風格
巴塞罗那一直以来使用一种名叫Tiki-taka的比赛风格，即利用一群身材矮小但拥有出色技术和控球能力的球员进行长时间控球和复杂的短传配合。
此外，場上每個球員都可成為攻擊的一員，例如後衛可參與進攻，令對手防不勝防；而前場和中場的壓迫，也為球隊的防線減輕了負擔。
近年来巴塞罗那取得的一系列成就被认为是长期坚持这种打法的成果；其青訓系統，拉馬西亞足球學校（La Masia）也是歐洲翹楚，出產眾多優秀球員。

### 政治
巴塞罗那球會及球迷擁護加泰隆尼亞民族主義，如球迷在2015年歐冠決賽時高舉加泰隆尼亞獨立旗和「加泰隆尼亞不是西班牙」的標語使球會被罰3萬歐元，2015－16歐冠賽季及同期國內聯賽期間再因為球迷在主場高舉加泰隆尼亞旗幟、2015年國王盃與毕尔巴鄂竞技對西班牙國歌予以噓聲，被罰15萬歐元。
球會方面多次抗議並斥責西班牙政府與歐洲足協打壓言論自由。2017年加泰羅尼亞獨立公投其間，巴塞罗那球會多度發聲明支持加泰隆尼亞人民主表決權利並譴責西班牙警察使用過度武力毆打民眾。10月1日投票當日，適逢西甲聯賽，球會基於市面形勢。為保護球迷人身安全。向賽會申請延期作賽。惟賽會竟回絕，並要脅延期作賽，會視作罷賽，將被扣6分之多。最終巴塞罗那決定閉門作賽抗議，並於計分板展示投票箱。
西甲官方要脅如果加泰隆尼亞分離出去，就無法留在西甲角逐，可能要自組聯賽或轉戰法甲和英超。因此對球會文化欠缺體會的海外球迷，傾向加泰隆尼亞續留西班牙；然而，獨立事件發生後，因為西班牙政府認為加泰隆尼亞地區是西班牙的一部份，而留在西甲。

## 競爭對手

### 皇家馬德里
巴塞隆拿的主要競爭對手無疑是皇家馬德里，兩大勁旅無論球隊風格及政治立場各有不同，一隊是代表馬德里的皇家馬德里，另一隊則是代表加泰罗尼亚的巴塞隆拿，這兩個地區在文化上、政治上，皆有著強烈的對比，在歷史上更已有著深厚的恩怨。而兩隊對壘漸被認為是「西班牙打吡」，也是西班牙國內每年一度引人注目的體育盛典。
加泰隆尼亞及其他在伊比利半島上靠地中海的地區，曾被希臘人與迦太基人所殖民。在迦太基人被羅馬擊敗以後，加泰隆尼亞成為羅馬帝國西班牙行省（Hispania）的一部分。羅馬帝國崩潰之後此處落入哥德人的統治，隨後在八世紀成為摩爾人安達盧斯的一部分。查理大帝驅逐摩爾人后在此成立了西班牙邊疆區，作為法蘭克王國與摩爾人的倭馬亞王朝之間的緩衝區。12世纪时加泰罗尼亚与阿拉贡王国联合建立阿拉貢聯合王國。1469年，卡斯蒂利亞女王伊莎貝拉一世和阿拉貢國王斐迪南二世結婚，標誌了西班牙王國的誕生。但在此時阿拉貢與與卡斯蒂利亞仍然保有各自的傳統制度與政治體制。伴隨之後的王權強化，國內動亂和王位戰爭，民族和地區之間的矛盾不斷。西班牙內戰爆發后，因為皇家馬德里是極權獨裁者弗朗西斯科·佛朗哥最喜愛的足球隊而得到他的後台支持，由於佛朗哥是一位追崇西班牙國家主義的領袖，所以得到反對派及右翼所支持，這時佛朗哥下令將取消加泰羅尼亞自治區而且全國禁用加泰羅尼亞語，忠於加泰羅尼亞民族主義的巴塞隆拿因而受到佛朗哥獨裁政權的政治壓迫，不幸的是當時的巴塞隆拿會長約瑟普·索諾爾（Josep Sunyol）更被佛朗哥槍殺謀害，這也為巴塞隆納和皇家馬德里未來進一步對立埋下了伏筆。50年代，兩隊為了爭奪迪史提芬奴（Alfredo di Stéfano）爭持多個月，起初巴塞隆納已經成功與迪史提芬奴簽約，更為球隊參與過3場友誼賽，但得到王室及政府龐大支持以至與政府有密切關係的皇家馬德里間接令政府阻止巴塞隆納收購，最後皇家馬德里成功從巴塞隆納手中搶得迪史提芬奴，其後因為他的帶領而連續五年奪得歐冠盃。
論球場上，兩隊早年已經視對手為競爭目標，他們的首次對碰來自1902年5月13日的首屆西班牙國王盃，當時巴塞隆拿於主場以3比1擊敗馬德里足球會（及後成為現時的皇家馬德里）。稍後數年他們仍有相約對手進行友誼賽，但當時的實力稍為技高一籌的巴塞隆納面對馬德里時感到輕鬆，曾經主場毫不留情地七比零大勝對方可見一斑，皇家馬德里直到1916年的西班牙國王盃終於以4比1首次擊敗巴塞隆拿。在第一屆西班牙足球聯賽，皇家馬德里與巴塞隆納的整體實力旗鼓相當，雙方為奪得首屆聯賽而努力，直至比賽到最後一輪，皇家馬德里因最後一場失利令巴塞隆拿後上成為聯賽盟主。1943年西班牙国王杯，巴塞罗那在八强第一轮以3比0的佳绩击败皇马。但好景不长，皇家马德里就在第二轮以11比1大比分血洗巴塞罗那，这个比分是西班牙德比历史上最大比分落差，也成为了巴塞罗那在西班牙德比最大比分失利。1961年當皇家馬德里邁向6奪歐冠盃進發，但被巴塞隆納擊敗再度令冠軍夢碎。2001年巴塞隆納隊長菲戈破天荒加盟皇家馬德里，令雙方球迷之間的仇恨提升至最高點，當菲戈以皇家馬德里球員身份重返諾坎普球場，球場內的巴塞隆納球迷高舉起侮辱性的標語，不斷有球迷投擲硬物，甚至扔出不知如何帶進球場的豬頭以示侮辱。
2011年以来，随着两队实力的不断增强，双方在各项赛事中的交手次数逐渐增多，譬如2010-11赛季两队曾在18天内交手4次（联赛、西班牙国王杯决赛、欧洲冠军联赛半决赛），在2011-12赛季的上半赛季也已交手5次（西班牙超级杯、联赛、西班牙国王杯1/4决赛）。然而在这几次的交手中，双方球员因为高强度比赛和球迷舆论压力，开始频繁出现严重违反体育道德的暴力犯规引致两队球员间大规模群殴，两队教练、球员和俱乐部高层在场下的口水大战亦从未间断，西班牙国家队主帅博斯克曾表示，他担心两队近年来不断加剧的恶斗会影响西班牙国家队的团结。这种恶性对立在2011年西班牙超级杯达到了顶点，次回合的比赛因双方球员及教练的斗殴而多次中断，皇马主教练穆里尼奥亦使用手指戳击时任巴塞罗那助理教练（及後出任主教练）比拉诺瓦的眼睛而被判停赛两场。巴塞罗那发表声明对皇马的一系列行为表示不满，並一度表示若情況持續將與皇家马德里断絕一切關係。之后在两队之间非竞技层面的恶性对立有所缓解。球员之间的冲突其实仅仅停留在比赛场上普通体育争执，2019年，皇马现任队长拉莫斯婚礼上，数位巴塞罗那球员到场庆祝。
2017-18赛季，首回合打吡，双方球迷的一系列惡劣行徑受到严厉批评。該場打吡，巴薩以3-0再度痛擊死敵，作客伯納烏球場三連勝。
兩隊在數十年間一直領導西班牙球壇，截至2017年兩隊共有奪得57個聯賽冠軍，48個西班牙盃冠軍及26個西班牙超級盃冠軍。

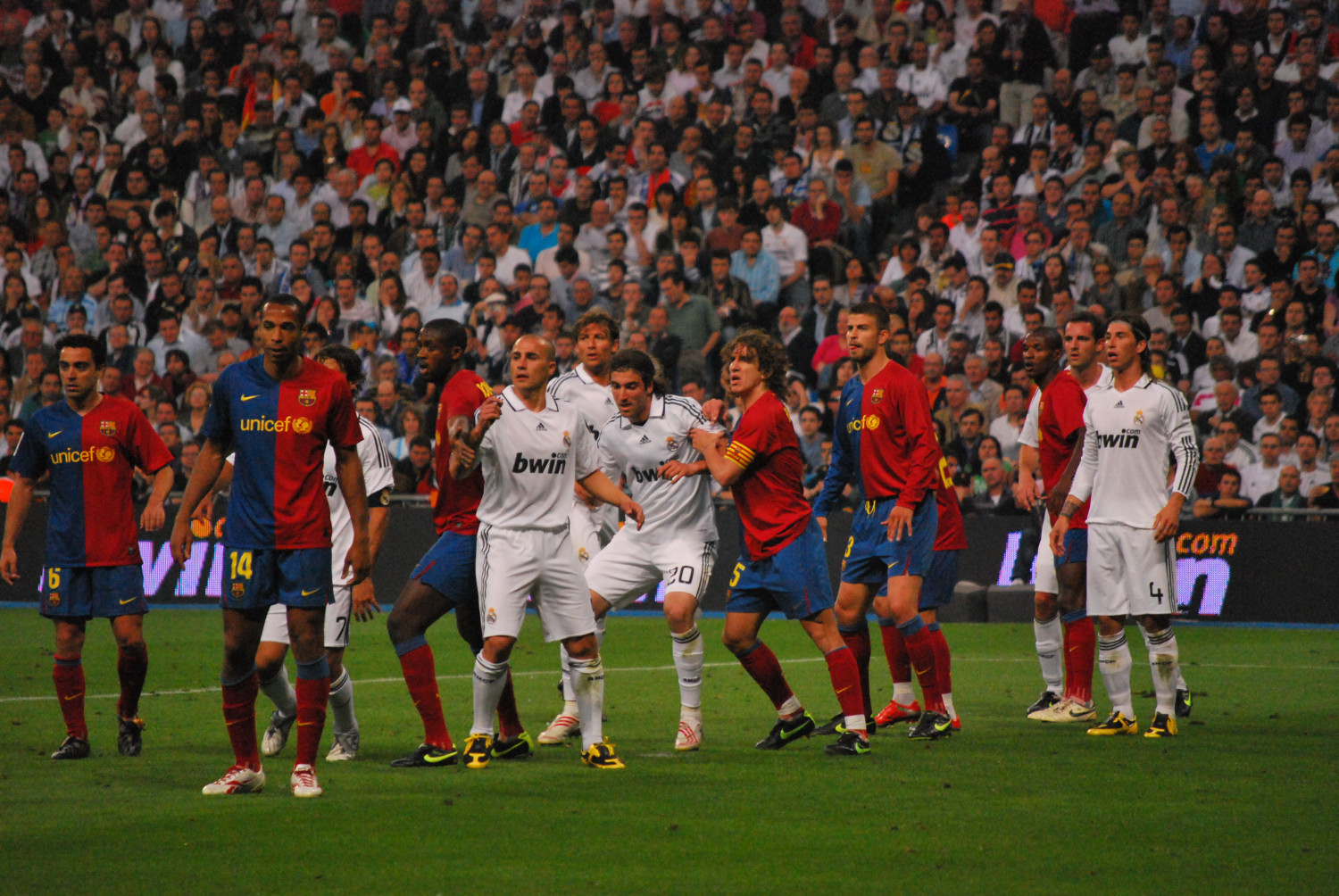
2009年巴塞隆納在皇馬伯納烏球場6:2大胜皇馬

以下是近年巴塞隆拿於聯賽對陣皇家馬德里的對賽成績：
| 賽季    | 主場                    | 客場                    |
| ------- | ----------------------- | ----------------------- |
| 2008-09 | 巴塞隆拿 2:0 皇家馬德里 | 皇家馬德里 2:6 巴塞隆拿 |
| 2009-10 | 巴塞隆拿 1:0 皇家馬德里 | 皇家馬德里 0:2 巴塞隆拿 |
| 2010-11 | 巴塞隆拿 5:0 皇家馬德里 | 皇家馬德里 1:1 巴塞隆拿 |
| 2011-12 | 巴塞隆拿 1:2 皇家馬德里 | 皇家馬德里 1:3 巴塞隆拿 |
| 2012-13 | 巴塞隆拿 2:2 皇家馬德里 | 皇家馬德里 2:1 巴塞隆拿 |
| 2013-14 | 巴塞隆拿 2:1 皇家馬德里 | 皇家馬德里 3:4 巴塞隆拿 |
| 2014-15 | 巴塞隆拿 2:1 皇家馬德里 | 皇家馬德里 3:1 巴塞隆拿 |
| 2015-16 | 巴塞隆拿 1:2 皇家馬德里 | 皇家馬德里 0:4 巴塞隆拿 |
| 2016-17 | 巴塞隆拿 1:1 皇家馬德里 | 皇家馬德里 2:3 巴塞隆拿 |
| 2017-18 | 巴塞隆拿 2:2 皇家馬德里 | 皇家馬德里 0:3 巴塞隆拿 |
| 2018-19 | 巴塞隆拿 5:1 皇家馬德里 | 皇家馬德里 0:1 巴塞隆拿 |
| 2019-20 | 巴塞隆納 0:0 皇家馬德里 | 皇家馬德里 2:0 巴塞隆拿 |
| 2020-21 | 巴塞隆納 1:3 皇家馬德里 | 皇家馬德里 2:1 巴塞隆拿 |
| 2021-22 | 巴塞隆納 1:2 皇家馬德里 | 皇家馬德里 0:4 巴塞隆拿 |
| 2022-23 | 巴塞隆拿 2:1 皇家馬德里 | 皇家馬德里 3:1 巴塞隆拿 |
| 2023-24 | 巴塞隆納 1:2 皇家馬德里 | 皇家馬德里 3:2 巴塞隆拿 |
| 2024-25 | 巴塞隆拿 4:3 皇家馬德里 | 皇家馬德里 0:4 巴塞隆拿 |

粗體字者為比賽勝利方

### 西班牙人
除了巴萨一个世界知名俱乐部以外，巴塞罗那也有很多足球俱乐部, 而巴萨的本市竞争对手一直是城市另外一个知名球队西班牙人。 西班牙人是获得皇家赞助的俱乐部之一，完全由西班牙足球迷创立，与巴萨的跨国性质不同。西班牙人显然是反对巴塞罗那的，他们視巴塞罗那足球俱乐部为外国人的球队。巴萨视西班牙人视为马德里的挑衅性代表，加剧了竞争。他们最初的根據地是萨里（Sarrià）的富裕地区。
传统上，西班牙人被巴塞罗那球迷视为对中央政府的服从的俱乐部，这与巴萨的革命精神形成了鲜明的对比。在1960年代和1970年代，巴塞罗那足球俱乐部为从西班牙的贫困地区找到更好的生活而來到加泰罗尼亚的新来者提供了力量，而西班牙人的支持者则主要來自接近政权的地方，例如警察，军官，公務員和职业法西斯主义者。
尽管意识形态存在这些差异，但由于目标不同，因此，德比对西班牙人的意義始终比对巴萨更重要。近年来，随着西班牙人将其官方名称和国歌从西班牙语翻译为加泰罗尼亚语，这种竞争变得不那么政治化了。
尽管这是西甲历史上最受人欢迎的德比战，但它也是最一面倒的德比，巴塞罗那绝对占主导地位。在西甲联赛81个赛季中，西班牙人仅在3个赛季完胜巴萨，而唯一的全加泰罗尼亚的国王杯决赛则在1957年由西班牙人夺冠。西班牙人在德比的最大的勝利为1951年的6-0，而巴塞罗那最大的勝利是5-0（六次，1933、1947、1964、1975、1992和2016）。西班牙人队在2008-09赛季以2比1战胜巴萨，成为他们在巴萨的三冠王赛季中在诺坎普球场擊敗巴塞罗那的第一支球队。

## 近年成績
| 賽季    | 甲级联赛 | 甲级联赛 | 甲级联赛 | 甲级联赛 | 甲级联赛 | 甲级联赛 | 甲级联赛 | 甲级联赛 | 國王盃 | 歐冠   | 其他賽事 | 其他賽事 | 其他賽事 | 首席射手     | 首席射手 | 教練              |
| 賽季    | 名次     | 場數     | 勝       | 和       | 負       | 入球     | 失球     | 積分     | 國王盃 | 歐冠   | 其他賽事 | 其他賽事 | 其他賽事 | 首席射手     | 首席射手 | 教練              |
| ------- | -------- | -------- | -------- | -------- | -------- | -------- | -------- | -------- | ------ | ------ | -------- | -------- | -------- | ------------ | -------- | ----------------- |
| 2008-09 | 1        | 38       | 27       | 6        | 5        | 105      | 35       | 87       | 冠軍   | 冠軍   |          |          |          | 美斯         | 38       | 哥迪奧拿          |
| 2009-10 | 1        | 38       | 31       | 6        | 1        | 98       | 24       | 99       | 十六強 | 準決賽 | 西超盃   | 歐超盃   | 世冠盃   | 美斯         | 47       | 哥迪奧拿          |
| 2010-11 | 1        | 38       | 30       | 6        | 2        | 95       | 21       | 96       | 亞軍   | 冠軍   | 西超盃   | 西超盃   | 西超盃   | 美斯         | 53       | 哥迪奧拿          |
| 2011-12 | 2        | 38       | 28       | 7        | 3        | 114      | 29       | 91       | 冠軍   | 準決賽 | 西超盃   | 歐超盃   | 世冠盃   | 美斯         | 73       | 哥迪奧拿          |
| 2012-13 | 1        | 38       | 32       | 4        | 2        | 115      | 40       | 100      | 準決賽 | 準決賽 | 西超盃   | 西超盃   | 西超盃   | 美斯         | 60       | 比拉諾瓦          |
| 2013-14 | 2        | 38       | 27       | 6        | 5        | 100      | 33       | 87       | 亞軍   | 八強   | 西超盃   | 西超盃   | 西超盃   | 美斯         | 41       | 马蒂诺            |
| 2014-15 | 1        | 38       | 30       | 4        | 4        | 110      | 21       | 94       | 冠軍   | 冠軍   |          |          |          | 美斯         | 60       | 路易斯·恩里克     |
| 2015-16 | 1        | 38       | 29       | 4        | 5        | 112      | 29       | 91       | 冠軍   | 八強   | 西超盃   | 歐超盃   | 世冠盃   | 蘇亞雷斯     | 59       | 路易斯·恩里克     |
| 2016-17 | 2        | 38       | 28       | 6        | 4        | 116      | 37       | 90       | 冠軍   | 八強   | 西超盃   | 西超盃   | 西超盃   | 美斯         | 54       | 路易斯·恩里克     |
| 2017-18 | 1        | 38       | 28       | 9        | 1        | 99       | 29       | 93       | 冠軍   | 八強   | 西超盃   | 西超盃   | 西超盃   | 美斯         | 45       | 巴尔韦德          |
| 2018-19 | 1        | 38       | 26       | 9        | 3        | 90       | 36       | 87       | 亞軍   | 準決賽 | 西超盃   | 西超盃   | 西超盃   | 美斯         | 51       | 巴尔韦德          |
| 2019-20 | 2        | 38       | 25       | 7        | 6        | 86       | 38       | 82       | 八強   | 八強   | 西超盃   | 西超盃   | 西超盃   | 美斯         | 31       | 巴尔韦德1/施迪安  |
| 2020-21 | 3        | 38       | 24       | 7        | 7        | 85       | 38       | 79       | 冠軍   | 十六強 | 西超盃   | 西超盃   | 西超盃   | 美斯         | 39       | 羅納德·科曼       |
| 2021-22 | 2        | 38       | 21       | 10       | 7        | 68       | 38       | 73       | 十六強 | 分組賽 | 西超盃   | 西超盃   | 西超盃   | 孟菲斯·德佩  | 15       | 羅納德·科曼2/沙維 |
| 2022-23 | 1        | 38       | 28       | 4        | 6        | 70       | 20       | 88       | 準決賽 | 分組賽 | 西超盃   | 西超盃   | 西超盃   | 莱万多夫斯基 | 33       | 沙維              |
| 2023-24 | 2        | 38       | 26       | 7        | 5        | 79       | 44       | 85       | 八强   | 八强   | 西超盃   | 西超盃   | 西超盃   | 莱万多夫斯基 | 26       | 哈维              |
| 2024-25 | 1        | 38       | 28       | 4        | 6        | 102      | 39       | 88       | 冠軍   | 準決賽 | 西超盃   | 西超盃   | 西超盃   | 莱万多夫斯基 | 27       | 汉斯-迪特·弗利克  |

^  注解1：教練巴尔韦德於季中被球隊解僱，並由施迪安接任教練一職。
^  注解2：教練羅納德·科曼於季初頭段被球隊解僱，並由沙維接任教練一職。

## 榮譽
巴塞隆拿共贏得96座西班牙、歐洲及國際賽事獎盃和32座加泰隆尼亞獎盃，是加泰隆尼亞及西班牙贏得最多冠軍獎盃的球會。
| 西班牙甲組聯賽 冠軍               | 28 | 1929年、1945年、1948年、1949年、1952年、1953年、1959年、1960年、1974年、1985年、1991年、1992年、1993年、1994年、1998年、1999年、2005年、2006年、2009年、2010年、2011年、2013年、2015年、2016年、2018年、2019年、2023年、2025年                                 |
| 西班牙國王盃 冠軍                 | 32 | 1910年、1912年、1913年、1920年、1922年、1925年、1926年、1928年、1942年、1951年、1952年、1953年、1957年、1959年、1963年、1968年、1971年、1978年、1981年、1983年、1988年、1990年、1997年、1998年、2009年、2012年、2015年、2016年、2017年、2018年、2021年、2025年 |
| 西班牙超級盃 冠軍                 | 15 | 1983、1991、1992、1994、1996、2005、2006、2009、2010、2011、2013、2016、2018、2023、2025 |
| 西班牙聯賽盃 冠軍                 | 2  | 1982-83年度、1985-86年度 |
| 加泰羅尼亞盃 冠軍                 | 9  | 1984年、1991年、1993年、2000年、2004年、2005年、2007年、2013年、2014年 |
| 加泰羅尼亞超級盃 冠軍             | 2  | 2014年、2017年 |
| 歐洲賽事                          |    | |
| 歐洲冠軍球會盃／欧洲冠军联赛 冠軍 | 5  | 1991-92年度 1-0 對意大利森多利亞 2005-06年度 2-1 對英格蘭阿仙奴 2008-09年度 2-0 對英格蘭曼徹斯特聯 2010-11年度 3-1 對英格蘭曼徹斯特聯 2014-15年度 3-1 對意大利祖雲達斯                                                                                         |
| 歐洲超級盃 冠軍                   | 5  | 1992年 2-1 對德國雲達不萊梅(兩回合) 1997年 2-0 對德國多蒙特(兩回合) 2009年 1-0 對烏克蘭薩克達 2011年 2-0 對葡萄牙波圖 2015年 5-4 對西班牙西維爾 |
| 欧洲优胜者杯 冠軍                 | 4  | 1978-79年度 4-3 對德國杜塞爾多夫 1981-82年度 2-1 對比利時標準列治 1988-89年度 2-0 對意大利森多利亞 1996-97年度 1-0 對法國巴黎聖日耳門 |
| 國際城市博覽會杯 冠軍             | 3  | 1955-58年度 8-2 對英格蘭倫敦(兩回合) 1958-60年度 4-1 對英格蘭伯明翰(兩回合) 1965-66年度 4-3 對西班牙薩拉戈薩(兩回合) |
| 國際賽事                          |    | |
| 世界冠軍球會盃 冠軍               | 3  | 2009年 2-1 對阿根廷學生隊 2011年 4-0 對巴西山度士 2015年 3-0 對阿根廷河床 |

### 成就
| 巴塞隆拿歷屆三冠王成績 | 巴塞隆拿歷屆三冠王成績                                                                       | 巴塞隆拿歷屆三冠王成績 | 巴塞隆拿歷屆三冠王成績                        |
| 年度                   | 榮譽                                                                                         | 冠軍數                 | 總教練                                        |
| ---------------------- | -------------------------------------------------------------------------------------------- | ---------------------- | --------------------------------------------- |
| 1951 – 1952年度        | 西班牙甲組聯賽冠軍、大元帥盃(國王盃前身)、伊娃盃(超級盃前身)、拉丁盃(歐冠盃舉辦前的歐洲賽事) | 4                      | 费迪南德·道奇克(Ferdinand Daučík)             |
| 1958 – 1959年度        | 西班牙甲組聯賽冠軍、大元帥盃(國王盃前身)、城市展覽會盃(歐霸盃前身)                           | 3                      | 希倫尼奧·靴利拿(Helenio Herrera)              |
| 1991 – 1992年度        | 西班牙甲組聯賽冠軍、歐洲聯賽冠軍盃、歐洲超級杯                                               | 3                      | 約翰·克魯伊夫(Johan Cruijff)                  |
| 1997 – 1998年度        | 西班牙甲組聯賽冠軍、西班牙國王盃、歐洲超級杯                                                 | 3                      | 路易斯·范加尔(Louis van Gaal)                 |
| 2005 – 2006年度        | 西班牙甲組聯賽冠軍、西班牙超級盃、歐洲聯賽冠軍盃                                             | 3                      | 弗兰克·里杰卡尔德(Frank Rijkaard)             |
| 2008 – 2009年度        | 西班牙甲組聯賽冠軍、西班牙國王盃、歐洲聯賽冠軍盃、西班牙超級盃、歐洲超級盃、世界冠軍球會盃   | 6                      | 瓜迪奧拉(Josep Guardiola)                     |
| 2010 – 2011年度        | 西班牙甲組聯賽冠軍、歐洲聯賽冠軍盃、西班牙超級盃、歐洲超級盃、世界冠軍球會盃                 | 5                      | 瓜迪奧拉(Josep Guardiola)                     |
| 2014 – 2015年度        | 西班牙甲組聯賽冠軍、西班牙國王盃、歐洲聯賽冠軍盃、歐洲超級盃、世界冠軍球會盃                 | 5                      | 路易斯-恩里克·马丁内斯(Luis Enrique Martinez) |
| 2015 – 2016年度        | 西班牙甲組聯賽冠軍、西班牙國王盃、西班牙超級盃                                               | 3                      | 路易斯-恩里克·马丁内斯(Luis Enrique Martinez) |
| 2024 – 2025年度        | 西班牙甲組聯賽冠軍、西班牙國王盃、西班牙超級盃                                               | 3                      | 汉斯-迪特·弗利克(Hans-Dieter "Hansi" Flick)   |

## 球員名單（2025-2026賽季）

### 现役球员
1. 球員號碼和球員位置參照 官方網站 （页面存档备份，存于）
2. 為加泰隆尼亞人。
3. 國籍圖標根據國際足協的參賽資格定義，但球員可能會持有多於一個非國際足協定義的國籍。
4. 粗體字為新加盟球員（青年隊提升不計）。
5. 加盟年分為正式於一線隊註冊的年份。
6. 者為傷患球員。
7. 球員傷停名單，參照 （页面存档备份，存于）。
8. 2025年夏季轉會窗（英语：List of Spanish football transfers summer 2025）：6月1日至10日，6月16日至9月1日。
9. 最後更新於2025年5月24日。

| 號碼  | 國籍                | 球員                                          | 位置       | 年齡  | 加盟年份 | 前屬球會    | 轉會費      |
| 門 將 | 門 將               | 門 將                                         | 門 將      | 門 將 | 門 將    | 門 將       | 門 將       |
| ----- | ------------------- | --------------------------------------------- | ---------- | ----- | -------- | ----------- | ----------- |
| 1     | 德国                | 马克-安德烈·特斯特根（Marc-André ter Stegen） | 門將       | 33    | 2014     |             | 1,200萬歐元 |
| 13    | 西班牙              | （Joan García）                               | 門將       | 24    | 2025     | 愛斯賓奴    | 2,500萬歐元 |
| 25    | 波兰                | （Wojciech Szczęsny）                         | 門將       | 35    | 2024     | 尤文圖斯    | 自由轉會    |
| -     | 西班牙              | （Iñaki Peña）                                | 門將       | 26    | 2023     | 巴塞隆納B隊 | 不適用      |
| 後 衛 |                     |                                               |            |       |          |             |             |
| 3     | 西班牙 · 加泰罗尼亚 | （Alejandro Balde）                           | 左閘       | 22    | 2023     | 巴塞隆拿B隊 | 不適用      |
| 4     | 乌拉圭              | （Ronald Araújo）                             | 中堅       | 26    | 2020     | 巴塞隆拿B隊 | 不適用      |
| 5     | 西班牙 · 加泰罗尼亚 | 保·库巴西（Pau Cubarsí）                      | 中後衛     | 18    | 2024     | 巴塞隆拿B隊 | 不適用      |
| 15    | 丹麦                | （Andreas Christensen）                       | 中堅       | 29    | 2022     | 車路士      | 自由轉會    |
| 23    | 法國                | （Jules Koundé）                              | 中堅／右閘 | 26    | 2022     | 西維爾      | 5,500萬歐元 |
| 24    | 西班牙 · 加泰罗尼亚 | （Eric García）                               | 中堅       | 24    | 2021     | 曼城        | 自由轉會    |
| 中 場 |                     |                                               |            |       |          |             |             |
| 2     | 西班牙 · 加泰罗尼亚 | 奥里奥尔·羅梅烏（Oriol Romeu）                      | 防守中場   | 33    | 2023     | 吉羅納      | 340萬歐元   |
| 6     | 西班牙              | （Paez Gavi）                                 | 中場       | 21    | 2023     | 巴塞隆拿B隊 | 不適用      |
| 8     | 西班牙              | （Pedri González）                            | 中場       | 22    | 2020     | 拉斯帕馬斯  | 2,500萬歐元 |
| 16    | 西班牙              | 费尔明·洛佩斯（Fermín López）                 | 進攻中場   | 22    | 2024     | 巴塞隆拿B隊 | 不適用      |
| 17    | 西班牙 · 加泰罗尼亚 | 馬克·卡薩多（Marc Casadó）                    | 後腰       | 21    | 2024     | 巴塞隆拿B隊 | 不適用      |
| 20    | 西班牙 · 加泰罗尼亚 | （Dani Olmo）                                 | 進攻中場   | 27    | 2024     | 萊比錫紅牛  | 6,200萬歐元 |
| 21    | 荷兰                | （Frenkie de Jong）                           | 中場／後腰 | 28    | 2019     |             | 8,600萬歐元 |
| 前 鋒 |                     |                                               |            |       |          |             |             |
| 7     | 西班牙              | （Ferran Torres）                             | 邊鋒／中鋒 | 25    | 2022     | 曼城        | 6,500萬歐元 |
| 9     | 波兰                | （Robert Lewandowski）                        | 中鋒       | 36    | 2022     | 拜仁慕尼黑  | 5,000萬歐元 |
| 10    | 西班牙 · 加泰罗尼亚 | （Lamine Yamal）                              | 右邊鋒     | 18    | 2023     | 巴塞隆拿B隊 | 不適用      |
| 11    | 巴西                | （Raphinha Belloli）                          | 邊鋒       | 28    | 2022     | 里茲聯      | 5,500萬歐元 |
| 14    | 英格兰              | （Marcus Rashford）                           | 左翼       | 27    | 2025     | 曼聯        | 租借        |
| 19    | 瑞典                | 鲁尼·巴德吉（Roony Bardghji）                 | 右翼       | 19    | 2025     | 哥本哈根    | 250萬歐元   |

、分為此隊的代理隊長、第三隊長、第四隊長、第五隊長。
1. ↑  5,000万欧元，外加500万欧元浮动条款
2. ↑  曾經客串後腰
3. ↑  前巴塞隆納青訓球員
4. ↑  曾經客串翼鋒
5. ↑  曾經客串翼鋒
6. ↑  500万欧元，外加2,000万欧元浮动条款
7. ↑  曾經客串翼鋒
8. ↑  曾經客串翼鋒
9. ↑  前巴塞隆納青訓球員
10. ↑  5,500万欧元，外加700万欧元浮动条款
11. ↑  曾經客串中堅
12. ↑  7,500万欧元，外加1,100万欧元浮动条款
13. ↑  5,500万欧元，外加1,000万欧元浮动条款
14. ↑  4,500万欧元，外加500万欧元浮动条款
15. ↑  4,900万欧元，外加600万欧元浮动条款

### B隊球員
2024/25賽季進入名單之B隊隊員。

1. B隊球員號碼和球員位置參照 官方網站（页面存档备份，存于）
2. 為加泰隆尼亞人
3. 國籍圖標根據國際足協的參賽資格定義，但球員可能會持有多於一個非國際足協定義的國籍
4. B隊維基百科，維基百科
5. B隊英文維基百科，維基百科（页面存档备份，存于）

| 號碼 | 國籍                | 球員                                    | 位置   | 年齡 | 加盟年份 | 前屬球會 | 轉會費 |
| ---- | ------------------- | --------------------------------------- | ------ | ---- | -------- | -------- | ------ |
| 28   | 西班牙 · 加泰罗尼亚 | 馬克·伯納爾（Marc Bernal）              | 後腰   | 18   | 2024     | 青年隊   | 不適用 |
| 31   | 美国                | 迭戈·科亨（Diego Kochen）               | 門將   | 19   | 2023     | 青年隊   | 不適用 |
| 32   | 西班牙 · 加泰罗尼亚 | 赫克托·福特（Héctor Fort）              | 右後衛 | 19   | 2024     | 青年隊   | 不適用 |
| 35   | 西班牙 · 加泰罗尼亚 | 杰拉德·馬丁（Gerard Martin）            | 左後衛 | 23   | 2024     | 青年隊   | 不適用 |
| 36   | 西班牙 · 加泰罗尼亚 | 塞爾吉·多明格斯（Sergi Domínguez）      | 中後衛 | 20   | 2024     | 青年隊   | 不適用 |
| 37   | 西班牙              | 基姆·朱尼恩特（Quim Junyent）           | 中場   | 18   | 2024     | 青年隊   | 不適用 |
| 38   | 西班牙 · 加泰罗尼亚 | 亞歷克斯·奧爾梅多（Alexis Olmedo）      | 中後衛 | 19   | 2025     | 青年隊   | 不適用 |
| 39   | 西班牙              | 安德烈斯·昆卡（Andrés Cuenca）          | 中後衛 | 18   | 2024     | 青年隊   | 不適用 |
| 40   | 匈牙利              | 亞倫‧雅各比什維利（Áron Yaakobishvili） | 門將   | 19   | 2024     | 青年隊   | 不適合 |
| 41   | 西班牙              | 吉耶·費爾南德斯（Guille Fernández）     | 中場   | 17   | 2024     | 青年隊   | 不適合 |
| 42   | 西班牙              | 托尼·費爾南德斯（Toni Fernández）       | 右邊鋒 | 17   | 2024     | 青年隊   | 不適用 |
| 43   | 西班牙              | 阿爾瓦羅·科爾特斯（Álvaro Cortés）      | 中後衛 | 20   | 2024     | 青年隊   | 不適用 |

### 外借球員
| 號碼             | 國籍             | 球員                               | 位置             | 年齡             | 加盟年份         | 外借球會         | 外借球季         |
| 2025年夏季轉會窗 | 2025年夏季轉會窗 | 2025年夏季轉會窗                   | 2025年夏季轉會窗 | 2025年夏季轉會窗 | 2025年夏季轉會窗 | 2025年夏季轉會窗 | 2025年夏季轉會窗 |
| ---------------- | ---------------- | ---------------------------------- | ---------------- | ---------------- | ---------------- | ---------------- | ---------------- |
| 10               | 西班牙           | （Ansu Fati）                      | 左邊鋒           | 22               | 2020             | 摩纳哥           | 25/26球季        |
| 26               | 西班牙           | 安德·阿斯特拉加（Ander Astralaga） | 門將             | 21               | 2023             | 格拉纳达         | 25/26球季        |

### 離隊球員
1. 『*』為先租出一季或半季後售出/自由轉會。

| 號碼             | 國籍                | 球員                          | 位置             | 年齡             | 加盟年份         | 加盟球會         | 轉會費           |
| 2025年夏季轉會窗 | 2025年夏季轉會窗    | 2025年夏季轉會窗              | 2025年夏季轉會窗 | 2025年夏季轉會窗 | 2025年夏季轉會窗 | 2025年夏季轉會窗 | 2025年夏季轉會窗 |
| ---------------- | ------------------- | ----------------------------- | ---------------- | ---------------- | ---------------- | ---------------- | ---------------- |
| 5                | 西班牙              | （Iñigo Martínez）            | 中堅             | 34               | 2023             | 艾納斯           | 自由轉會         |
| 18               | 西班牙 · 加泰罗尼亚 | 保·維克托（Pau Víctor）       | 邊鋒／中鋒       | 23               | 2024             | 布拉加           | 1,200萬歐元      |
| 25               | 法國                | （Clément Lenglet）           | 中堅             | 30               | 2018             | 马德里竞技       | 自由轉會*        |
| 29               | 西班牙 · 加泰罗尼亚 | 亞歷克斯·瓦萊（Álex Valle）   | 左後衛           | 21               | 2024             | 科莫             | 600萬歐元*       |
| 34               | 德国                | 諾亞·達爾維奇（Noah Darvich） | 前腰             | 18               | 2024             | 史特加           | 100萬歐元        |

## 著名球員
只記錄聯賽及歐洲賽出場數多於50
1910年代
- 萨米铁尔（Josep Samitier，1919-32）

1930年代
- （César，1939-55）

1940年代
- 拉马莱茨（Antoni Ramallets，1946-62）

1950年代
- （Ladislao Kubala，1950-61）
- 路爾斯·蘇亞雷斯（Luis Suárez Miramontes，1954-61）

1960年代
- 塞加拉（Joan Segarra，1949-64）
- 雷克薩奇（Carles Rexach，1965-81）

1970年代
- （Juan Asensi，1970-80）
- 克魯伊夫（Johan Cruijff，1973-78）
- （Johan Neeskens，1974-78）
- （Hans Krankl，1978-81）

1980年代
- 基尼（Quini，1980-84）
- （Bernd Schuster，1980-88）
- （Diego Maradona，1982-84）
- （Gary Lineker，1986-89）
- （Andoni Zubizarreta，1986-94）
- （Txiki Begiristain，1988-95）
- （Eusebio，1988-95）
- 巴克羅（英语：José Mari Bakero）（José Maria Bakero，1988-96）
- （Guillermo Amor，1988-98）
- （Michael Laudrup，1989-94）
- 罗纳德·科曼（Ronald Koeman，1989-95）

1990年代
- （Hristo Stoitchkov，1990-95／1996-97）
- （Albert Ferrer，1990-98）
- 瓜迪奧拉（Pep Guardiola，1990-2001，前任領隊）
- （Miguel Nadal，1991-99）
- （Romário，1993-95）
- ·巴桑（Sergi Barjuán，1993-2002）
- （Gheorghe Hagi，1994-96）
- 祖迪·（Jordi Cruyff，1994-96）
- （Gheorghe Popescu，1995-97）
- （Iván de la Peña，1995-98／2000-01）
- 塞拉德斯（Albert Celades，1995-99）
- （Luis Figo，1995-2000）
- （Fernando Couto，1996-98）
- （Vítor Baía，1996-98）
- （Giovanni，1996-99）
- （Luis Enrique，1996-2004）
- 赫斯普（Ruud Hesp，1997-2000）
- （Rivaldo，1997-2002）
- （Michael Reiziger，1997-2004）
- （Ronald de Boer，1998-2000）
- 博加德（Winston Bogarde，1998-2000）
- （Boudewijn Zenden，1998-2001）
- （Frank de Boer，1998-2003）
- （Phillip Cocu，1998-2004）
- （Patrick Kluivert，1998-2004）
- （Xavi，1998-2015，前任總教練）
- （Simão，1999-2001）
- 加夫里（Gabri，1999-2006）
- （Carles Puyol，1999-2014）

2000年代
- （Marc Overmars，2000-04）
- （Gerard López，2000-05）
- 加維（Gavi，2001-）
- （Javier Saviola，2001-07）
- （Thiago Motta，2001-07）
- （Oleguer，2001-08）
- （Víctor Valdés，2002-14）
- （Andrés Iniesta，2002-18）
- （Giovanni van Bronckhorst，2003-07）
- 朗拿甸奴（Ronaldinho，2003-08）
- （Rafael Márquez，2003-10）
- （Henrik Larsson，2004-06）
- （Juliano Belletti，2004-07）
- （Ludovic Giuly，2004-07）
- 德科（Deco，2004-08）
- （Samuel Eto'o，2004-09）
- （Sylvinho，2004-09）
- 梅西（Lionel Messi，2004-21）
- （Gianluca Zambrotta，2006-08）
- （Lilian Thuram，2006-08）
- （Eiður Guðjohnsen，2006-09）
- 亨利（Thierry Henry，2007-10）
- （Yaya Touré，2007-10）
- （Bojan Krkic，2007-11）
- （Gabriel Milito，2007-11）
- 艾比度（Éric Abidal，2007-13）
- 凱塔（Seydou Keita，2008-12）
- （José Manuel Pinto，2008-14）
- 柏度（Pedro Rodríguez，2008-15）
- 丹尼尔·（Dani Alves，2008-16，21-22）
- （Gerard Piqué，2008-22）
- （Sergio Busquets，2008-23）
- （Maxwell，2009-12）
- （Thiago Alcántara，2009-13）

2010年代
- 大衛·（David Villa，2010-13）
- （Adriano，2010-16）
- （Marc Bartra，2010-16）
- （Javier Mascherano，2010-18）
- （Sergi Roberto，2010-23）
- （Cesc Fàbregas，2011-14）
- 阿歷斯·山齊士（Alexis Sánchez，2011-14）
- （Martín Montoya，2011-16）
- （Cristian Tello，2011-17）
- （Rafinha，2011-20）
- （Alex Song，2012-16）
- 佐迪·艾巴（Jordi Alba，2012-23）
- （Neymar，2013-17）
- （Marc-André ter Stegen，2014-）
- （Claudio Bravo，2014-16）
- （Munir El Haddadi，2014-19）
- （Thomas Vermaelen，2014-19）
- （Ivan Rakitić，2014-20）
- 苏亚雷斯（Luis Suárez，2014-20）
- （Aleix Vidal，2015-18）
- （Arda Turan，2015-20）
- （André Gomes，2016-19）
- 丹尼斯·蘇亞雷斯（Denis Suárez，2016-19）
- （Samuel Umtiti，2016-22）
- （Nélson Semedo，2017-20）
- 迪比利（Ousmane Dembélé，2017-23）
- 朗格勒（Clément Lenglet，2018-）
- （Arturo Vidal，2018-20）
- （Arthur Melo，2018-20）
- 古天奴（Philippe Coutinho，2019-21）
- （Frenkie de Jong，2019-）
- （Ronald Araujo，2019-）
- 法蒂（Ansu Fati，2019-）
- （Antoine Griezmann，2019-22）

2020年代
- 佩德里（Pedri，2020-）
- （Sergiño Dest，2020-24）
- （Martin Braithwaite，2020-22）
- 明格萨（Óscar Mingueza，2020-22）
- 巴迪（Alejandro Balde，2021-）
- （Eric García，2021-）
- （Ferran Torres，2022-）
- （Robert Lewandowski，2022-）
- 孔德（Jules Koundé，2022-）
- （Raphinha，2022-）
- 克里斯滕森（Andreas Christensen，2022-）
- （Lamine Yamal，2023-）
- （Iñigo Martínez，2023-）
- （Fermín López，2013-）
- 京多安（İlkay Gündoğan，2023-24）